# مومباي
مومباي أو مُمباي (باللغة المراثية नवी मुंबई) (بالإنجليزية: New Mumbai) بالسنسكريتية العالمية (Navi Mumbai)، وكان اسمها السابق بُمباي أو بومباي حتى عام 1995، هي عاصمة ولاية ماهاراشترا، وتُعد أكبر مدينة من حيث عدد السكان في الهند بعدها دلهي وفقًا للأمم المتحدة، وسابع أكبر مدينة من حيث عدد السكان في العالم ويبلغ عدد سكانها حوالي 20 مليون نسمة. وكانت المدينة الأكثر اكتظاظًا بالسكان في الهند وفقًا للتعداد السكاني للحكومة الهندية لعام 2011 حيث قُدّرِ عدد سكانها بـ 12.5 نسمة في نطاق بلدية مومباي الكبرى. وهي مركز منطقة مومباي الحضرية وسادس منطقة حضرية من حيث عدد السكان في العالم ويبلغ عدد سكانها أكثر من 23 مليون نسمة. تقع مومباي على ساحل كونكان في الساحل الغربي الهندي، ولها ميناء طبيعي عميق. في عام 2008 سُميت مومباي مدينة ألفا العالمية،  ويقطنها أكبر عدد من المليونيرات والمليارديرات مقارنة ببقية المدن الهندية،  وتضم مومباي ثلاثة مواقع للتراث العالمي لليونسكو وهي كهوف إليفانتا، ومحطة شاتراباتي شيفاجي مهراج، والمجموعة المميزة للمدينة من المباني الفيكتورية «وآرت ديكو» المصممة في القرنين التاسع عشر والعشرين.
كانت الجزر السبع التي شكلت مومباي موطنًا لمجتمعات من سكان كولي الناطقين باللغة المراثية،  وكانت هذه الجزر السبع تحت سيطرة الإمبراطوريات والممالك المتعاقبة لعدة قرون قبل التنازل عنها للإمبراطورية البرتغالية، وبعد ذلك لشركة الهند الشرقية في عام 1661،  وفي منتصف القرن الثامن عشر أُعيد تشكيل بومباي من خلال مشروع هورنبي فيلارد،  الذي عمل على استصلاح المنطقة البحرية الواقعة بين الجزر السبع،  وبناء الطرق الرئيسية والسكك الحديدية، وباكتمال مشروع الاستصلاح في 1845 تحولت بومباي إلى ميناء بحري رئيسي على بحر العرب، وخلال القرن التاسع عشر تميزت المدينة بالتنمية الاقتصادية والتعليمية، وأصبحت قاعدة قوية لحركة الاستقلال الهندية في أوائل القرن العشرين وعندما نالت الهند استقلالها في عام 1947 اتحدت المدينة مع ولاية بومباي، وفي عام 1960 تم إنشاء ولاية جديدة وهي ولاية ماهاراشترا وعاصمتها بومباي.
مومباي هي العاصمة المالية والتجارية  وعاصمة الترفيه في الهند، كما تُعد أحد المراكز التجارية العشرة الأولى في العالم من حيث التدفق المالي العالمي،  وتولد 6.16% من الناتج المحلي الإجمالي للهند،  وتمثل 25% من الناتج الصناعي، و 70% من التجارة البحرية في الهند من خلال صندوق ميناء مومباي وميناء جواهر لال نهرو،  وتمثل 70% من معاملات رأس المال للاقتصاد الهندي،  وتُعد ثامن أكبر مدينة في العالم من حيث عدد المليارديرات،  وكان المليارديرات في مومباي لديهم أعلى متوسط ثروة مقارنة بأي مدينة في العالم في عام 2008.
مومباي موطن لمؤسسات مالية هامة مثل بنك الاحتياط في الهند، وبورصة مومباي، واللجنة الوطنية للأوراق المالية في الهند ومقار رئيسية للعديد من الشركات الهندية والشركات متعددة الجنسيات، وتشتهر بصناعة السينما والتلفزيون المعروفة باسم بوليوود، ومومباي توفر مستوى دخل ومعيشة أعلى وتجذب الفرص التجارية في مومباي المهاجرين من جميع أنحاء الهند.

## التاريخ

### التاريخ المبكر
بنيت مومباي على أرخبيل الجزر السبع وهي جزيرة بومباي، وبيرل، ومازاغان، وماهيم، وكولابا، ورلي، وجزيرة المرأة العجوز (المعروفة أيضا باسم ليتل كولابا)،  ولا يُعرف تاريخ دقيق لاستيطان هذه الجزر لأول مرة، فيما تشير رواسب البليستوسين على طول المناطق الساحلية حول كانديفالي في شمال مومباي إلى أن الجزر كانت مأهولة بالسكان منذ العصر الحجري لجنوب آسيا.
شكلت الجزر في القرن الثالث قبل الميلاد جزءًا من الإمبراطورية الماورية أثناء توسعها في الجنوب، عندما كان يحكمها الإمبراطور البوذي أشوكا من مملكة ماجادها. تم التنقيب عن «كهوف كانهيري» في بوريفالي من الصخور البازلتية في القرن الأول الميلادي،  وكانت بمثابة مركز مهم للبوذية في غرب الهند خلال العصور القديمة،  عُرفت المدينة بعد ذلك باسم هيبتانيزيا والتي تعني باليونانية القديمة «مجموعة من سبع جزر» كما يرى الجغرافي اليوناني بطليموس في عام 150م. تم تحديد فترة كهوف ماهاكالي في أنديري بين القرن الأول قبل الميلاد والقرن السادس الميلادي.
كانت الجزر خلال الفترة من القرن الثاني قبل الميلاد إلى القرن التاسع الميلادي تحت سيطرة السلالات الأصلية المتعاقبة وهي سلالة ساتافاهانا، وساترابس الغربية، ومملكة أبهيرة، وسلالة فاكاتاكا، وسلالة كالاتشوري، وكونكان مورياس، وتشالوكياس وسلالة راشتراكوتا،  قبل أن تحكمها سلالة شيلهارا من 810 إلى 1260. ومن أشهر المباني القديمة في المدينة التي بنيت خلال هذه الفترة هي كهوف جوغيشواري (520-525)،  وكهوف إليفانتا (بين القرن السادس إلى القرن السابع)،  ومعبد واكيشوار (القرن العاشر)،  وخزان بانجانجا (القرن الثاني عشر).

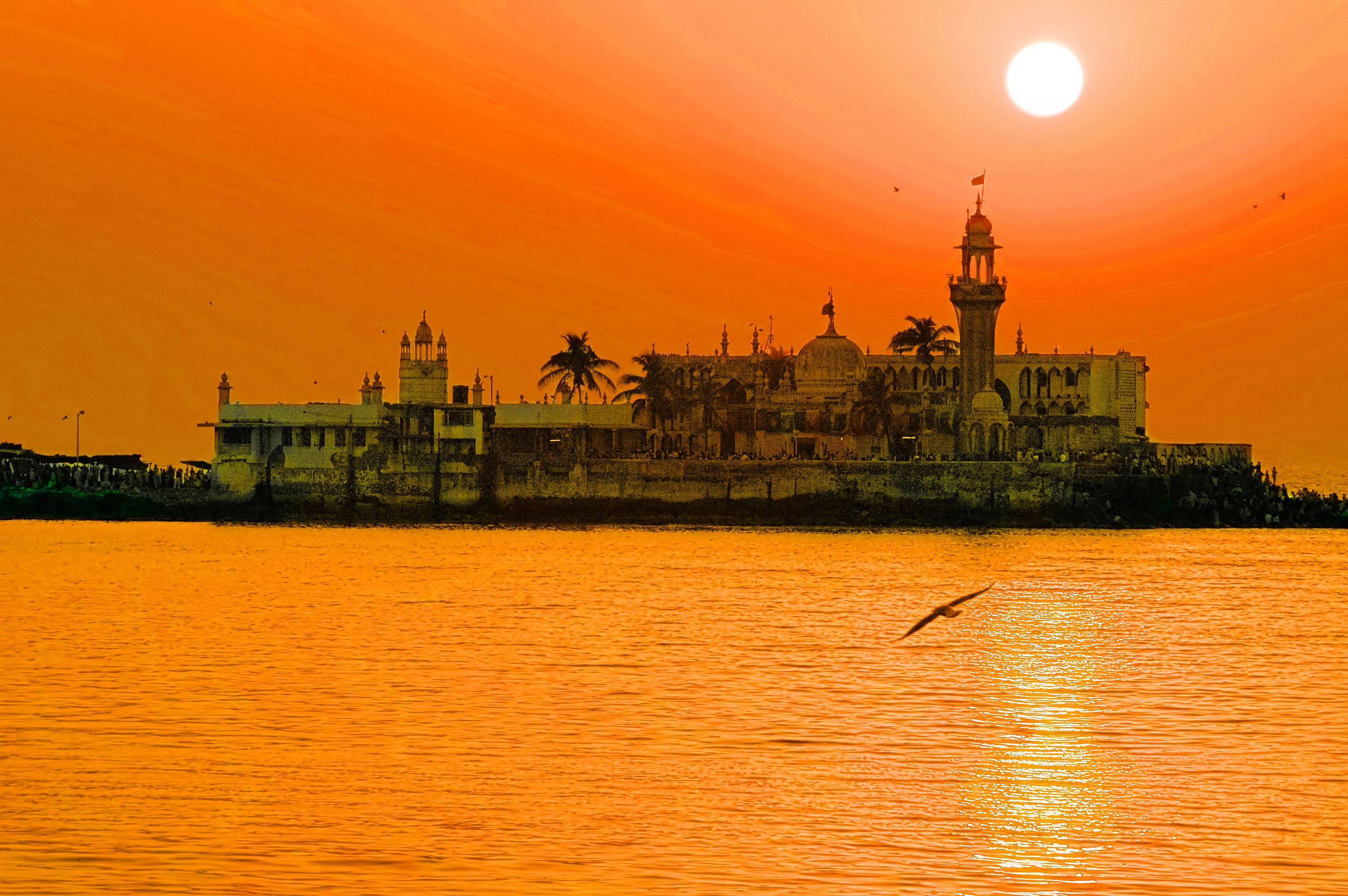
بني مسجد حاجي علي دراغا في عام 1431 عندما كانت مومباي تحت حكم سلطنة غوجارات.

أسس الملك بهيمديف أو بهيما ماهيكافاتي مملكته في المنطقة في أواخر القرن الثالث عشر، وأنشأ عاصمته في ماهيكاواتي (ماهيم حاليًا). وجلب الملك إلى عاصمته «باتهير برابهو» وهو من أوائل المستوطنين المعروفين في المدينة من منطقة سوراشترا في ولاية غوجارات في حوالي 1298،  ضمنت سلطنة دلهي الجزر في (1347–1348) وسيطرت عليها حتى عام 1407، وخلال ذلك الوقت كان يديرها حكام غوجارات المسلمين الذين تُعينهم سلطنة دلهي.
تأسست سلطنة غوجارات المستقلة عام 1407، وحكمت الجزر، وخلال حكم السلطنة بُنيت العديد من المساجد، ومن أبرزها مسجد حاجي علي دراغا في ورلي الذي بني تكريماً لللحاج علي عام 1431،  ومن عام 1429 إلى عام 1431 كانت الجزر محل نزاع بين سلطنة غوجارات وسلطنة بهماني ديكان. وفي عام 1493 حاول بهادور خان جيلاني من سلطنة بهماني احتلال الجزر لكنه هُزم.

### الحكم البرتغالي والبريطاني

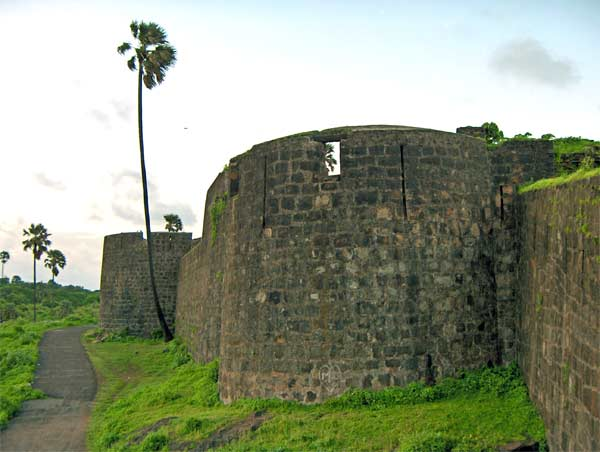
كانت "قلعة ماده" التي بناها البرتغاليون واحدة من أهم حصون سالسيت.

كَانَت إمبِرَاطُورِيَّة المغول الَتي تأسّست عام 1526 القوَّة المُهيمنة في شبه القارة الهندية خِلال مُنتَصَف القرن السادس عشر،  وتزايد قلق سلطان بهادور شاه غوجارات من سلطة الإمبرَاطُور المغولي نصير الدين همايون، واضطر لتوقيع «مُعَاهَدَة فاساي» مَع الإمبراطورية البرتغالية في 23 ديسمبر 1534، ووفقًا للمُعاهدة قُدمت جَزَر بومباي السبع ومدينة فاساي الاستراتيجيَّة القريبة وتوابعها إلى البُرتغاليّين، وسلمت الأراضي في وَقت لاحق في 25 أكتوبر 1535.
شَارَك البرتغاليّون بنشاط في تَأسِيس ونمو طوائفهم الدينيَّة الرومانيَّة الكاثوليكيَّة في بومباي،  وأطلقوا على الجزر أسماء مختلفة والَّتِي أخذت في النهاية شكل كلمة «بومبايم»، وَخِلَال حُكِم البُرتغاليّين أُجرت الجزر للعديد من الضباط البُرتغاليّين، بنى الفرنسيسكان واليسوعيون العديد من الكنائس في المدينة، ومن أبرزها «كنيسة القديس ميخائيل» في ماهيم (1534)،  و«كنيسة القديس يوحنا المعمدان» في أنديري (1579)،  و«كنيسة القديس أندرو» في باندرا (1580)،  و«كنيسة جلوريا» في بيكولا (1632). كما بنى البرتغاليّون الحصون والقلاع حول المدينة مِثل «قلعة بومباي» و«كاستيلا دي أجوادا» (كاستيلو دا أغوادا أو قلعة باندرا) و«قلعة ماده»، وَكَان الإنجليز في صراع دائم مَع البُرتغاليّين للهيمنة على بومباي بعدما أدركوا ميناءها الطَّبيعِيّ الاستراتيجي وعزلتها الطَّبيعية عَن الهجمات البرية، وبحلول مُنتَصَف القرن السابع عشر أستولت القوَّة المُتنامية لِلإمبراطوريَّة الهولنديّة على محطّة من الإنجليز في غَرب الهند، وَفِي 11 مايو 1661 كَانَت الجزء جُزء من مهر كاثرين من براغانزا ابنة الملك جون الرابع ملك البُرتغال عِند زواجها من تشارلز الثاني ملك إنجلترا، وأصبحت الجزر في حيازة الإمبراطوريَّة الإنجليزيَّة. وبقيت جَزَر (وادالا، وسالسيت، وفاساي، ومازاغان، وباريل، ورلي، وسيون، ودهارافي) تحت حيازة البرتغاليَّة، وتمّكن الإنجليز من الحصول على (ماهي، وسيون، ووادالا ودهارافي) من 1665 إلى 1666.

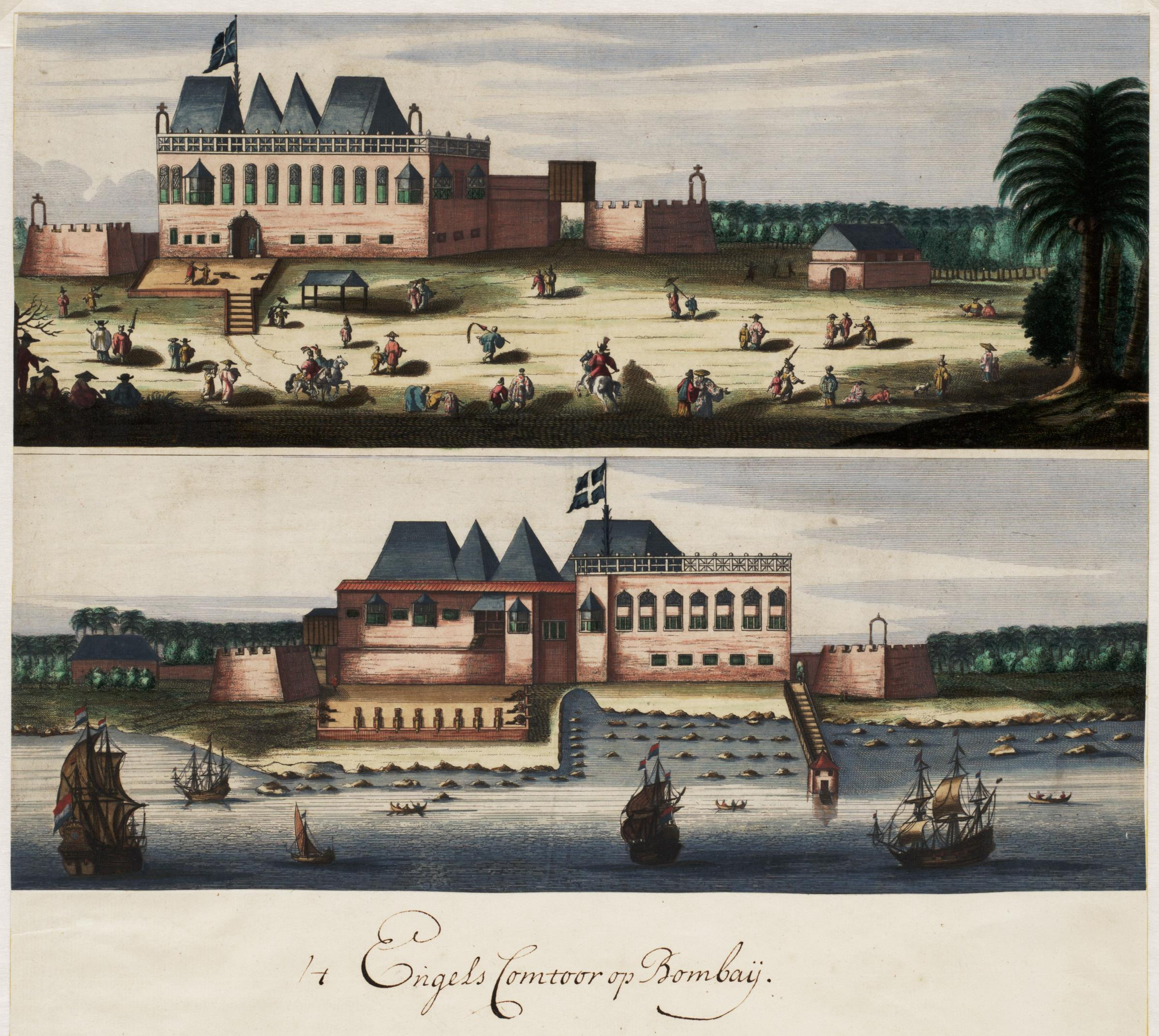
منظران للقلعة الإنجليزية في بومباي، في حوالي عام 1665

استأجرت إنجلترا الجزر وفقًا للميثاق الملكيّ الصادر في 27 مارس 1668 لصالح شَّرِكَة الهند الشرقيَّة الإنجليزيَّة في عام 1668 بإيجار سنويٌّ قدره 10 جنيه إسترليني،  وسُرعان مَا زاد عدد السكان من 10 ألف نسمة في 1661 إلى 60 ألف نسمة في 1675. وتعرَّضت الجزر لاحقًا للهجوم في أكتوبر 1672 من أميرال سلطنة مغول الهند القائد المسلم الكولي «ياكوت خان»،  وتعرَّضت لهجوم من «ريكلوف فان جوين» الحاكم العَام للهند الهولنديّة الشرقية في 20 فبراير 1673،  ولهجوم آخر من الأدميرال سامبال من عرقيَّة شيدي في 10 أكتوبر 1673.
في عام 1687 نقلت «شَرِكَة الهند الشرقيَّة الإنجليزيَّة» مَقَرها الرَئِيسيّ من سورت إلى بومباي، ولاحقًا أصبَحَت المدينة المقر الرَئِيسيّ لرئاسة بومباي،  وَنَقلت مقرَّات مؤسساتها الرَئِيسيّة إلى بومباي،  وَفِي أواخر نهاية القرن السابع عشر شن ياكوت خان عَمَليّات توغل في 1689-90. وكانت نهاية الوجود البُرتغاليّ في بومباي باستيلاء إمبراطورية ماراثا بِقيادة بيشوا باجي راو الأول على جزيرة سالسيت في عام 1737، وجزيرة فاساي عام 1739. وبحلول مُنتَصَف القرن الثامن عشر نمت بومباي لتصبح مَدِينَة تجاريَّة رئيسية، واستقبلت موجات هجرة كَبِيرَة من جَمِيع أنحاء الهند. وَفِي 28 ديسمبر 1774 احتل البريطانيُّون سالسيت، وبتوقيع «مُعَاهَدَة سورات (1775)» سيطر البريطانيُّون رسميًا على سالسيت وفاساي، ممَّا أدَّى لاندلاع الحرب الأنجلو - ماراثا الأولى. واستطاع البريطانيُّون تأمين سالسيت من إمبراطورية ماراثا دُون عنف من خِلال مُعَاهَدَة بوراندار (1776)،  ولاحقًا من خِلال مُعَاهَدَة سلباي (1782) الموقعة لتسوية نتيجة الحرب الأنجلو-مراثا الأولى.

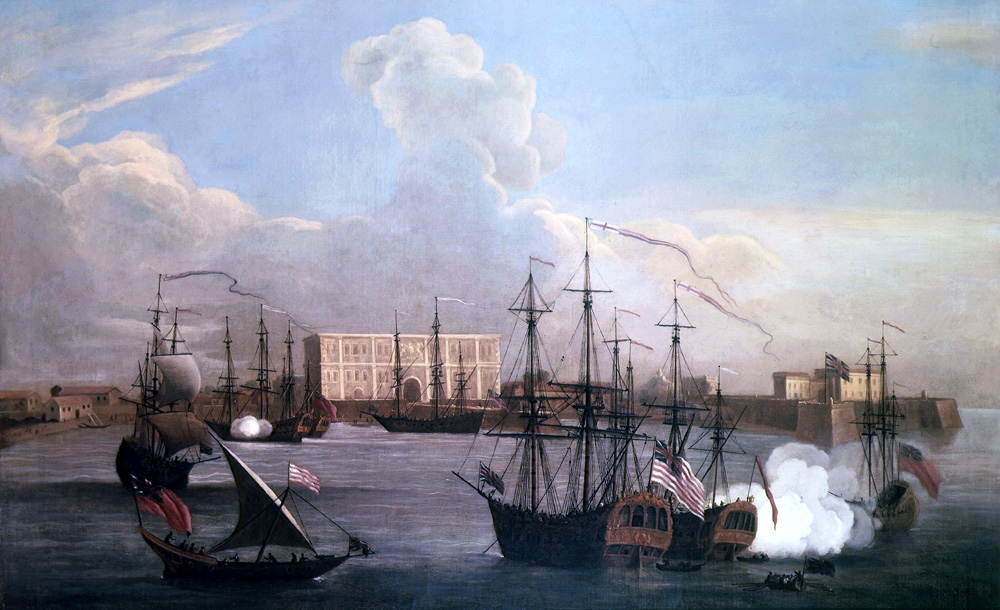
ظهرت بومباي كمدينة تجارية مهمة خلال منتصف القرن الثامن عشر. صورة للسفن في ميناء بومباي (حوالي 1731).

بداية من 1782 أُعيد تشكيل المدينة بمشاريع هندسية مدنية واسعة النطاق، هدفت لدمج جَمِيع جزر مومباي السبع في كُتلَة واحدة مدمجة وربطها بجسر يسمى «هورنبي فيلارد» الَّذِي اكتمل إنشائه في عام 1784. في عام 1817 تمكَّنت «شَّرِكَة الهند الشرقيَّة البريطانيَّة» بِقيادة ماونتستيورات إلفينستون من هزيمة «باجي راو الثاني» آخر بيشوا لإمبراطورية ماراثا في «معركة خادكي»،  وأستولت الشَّرِكَة البريطانيَّة على هضبة ديكان بأكملها تقريبًا، وألحقتها برئاسة بومباي، ومثلت هَذِه المعركة في ديكان نهاية لهجمات القوى المحَلِية.
بحلول عام 1845 اندمجت الجزر السبع في مِسَاحَة أرض واحدة من خِلال «مَشرُوع هورنبي فيلارد» عبر استصلاح الأراضي البحريَّة على نطاق واسع. وَفِي 16 أبريل 1853 بُني أول خط سكة حديد ركاب في الهند لربط بومباي بمدينة تانا المُجاورة (ثين حاليًا). وكانت المدينة أكبر سوق لتجارة القطن فِي العَالم خِلال الحرب الأهلية الأمريكية (1861-1865) وأدى ذَلِك لازدهار اقتصادها وَتَعزِيز مكانتها الاقتصاديَّة.
أصبَحَت بومباي أحد أكبر الموانئ البحريَّة على بحر العرب بَعد اِفتِتاح قناة السويس عام 1869،  وَفِي سبتمبر 1896 ضرب «وباء طاعون مومباي» أدَّى لوفيات بَلَغَت 1900 حالَة وفاة في الأسبوع،  وفر حوالي 850 ألف شخص مِنهَا وتأثَّرت صناعة النسيج سلبًا،  بينما كَانَت المدينة عاصمة رئاسة بومباي عززت حركة الاستقلال الهندية "حَرَكَة اتركوا الهند" في عام 1942 وتمرد البحريَّة الهنديَّة الملكيّة في عام 1946.

### الهند المُستقلَّة

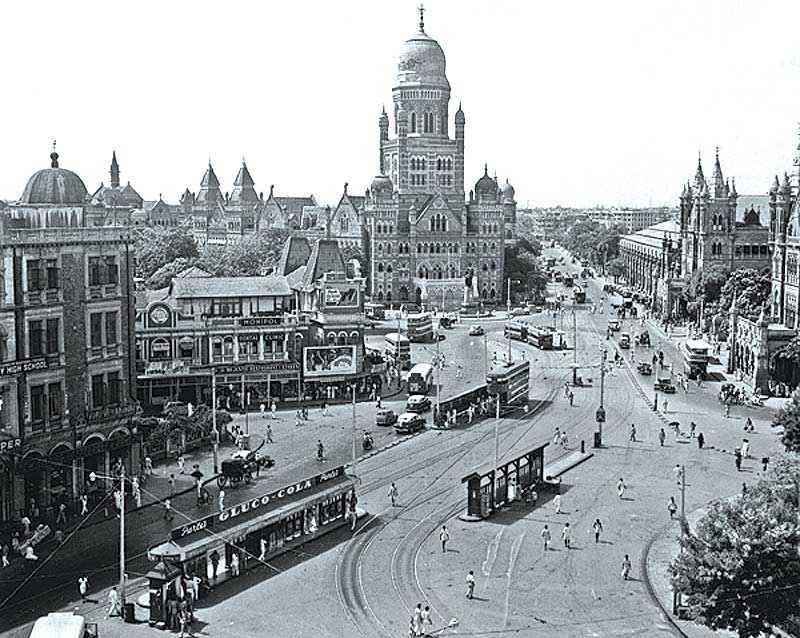
مبنى شركة البلدية في بومباي في عام 1950 (يمكن رؤية محطة فيكتوريا جزئيًا في أقصى اليمين)

بَعد اِستِقلال الهند في عام 1947، أُعيد هيكلة أراضي رئاسة بومباي الَّتِي احتفظت بِهَا الهند لتصبح ولاية بومباي، حيثُ زادت مِسَاحَة ولاية بومباي بَعد دمج العديد من الوَلاَيات الأميريَّة السَّابِقَة الَّتِي انضمت إلى الاتِحاد الهندي فِيهَا، وأصبحت المدينة عاصمة ولاية بومباي. وَفِي أبريل 1950 دمجت مِنطَقَة بومباي سوبربان ومدينة بومباي لتشكيل شَّرِكَة بومباي البلدية الكبرى.
كَانَت حَرَكَة «ساميوكتا ماهاراشترا» الهادفة لِإِنشاء ولاية ماهاراشترا المُنفصلة في أوجها في الخَمسينِيَّات، وَفِي مناقشات لوك سابها في عام 1955 طالب حزب المؤتمر الوطني الهندي بتشكيل المدينة كولاية مَدِينَة مستقلة،  أوصت لَجنَة إعادة تَنظِيم الوَلاَيات بولاية ثنائية اللغة في ولاية ماهاراشترا- غوجارات وعاصمتُها بومباي في تقريرها لعام 1955. وضغطت لَجنَة مواطني بومباي لِإِنشاء وَضع مستقل لبومباي، وهي مَجمُوعَة مناصرة من كبار الصناعيين الغوجاراتيين.
أندلعت احتجاجات للحركة قتل فِيهَا 105 شخص في اشتباكات مَع الشرطة، ولاحقًا أُعِيدَ تَنظِيم ولاية بومباي على أَسّس لغوية في 1 مايو 1960. حيثُ قُسمت المناطق الناطقة باللغة الغوجاراتية في ولاية بومباي إلى ولاية غوجارات،  وشُكلت ولاية ماهاراشترا وعاصمتُها بومباي لتضم المناطق الناطقة باللغة الماراثية في ولاية بومباي وثماني مقاطعات من المُقاطعات الوسطى وبرار وخمس مقاطعات من ولاية حيدر أباد، والعديد من الوَلاَيات الأميريَّة المحاطة بينهما. وغُير اسم نافورة فلورا إلى «حوتة ماو شوك» (ساحة الشهداء) لتصبح نُصب تذكاري لشهداء حَرَكَة «ساميوكتا ماهاراشترا».

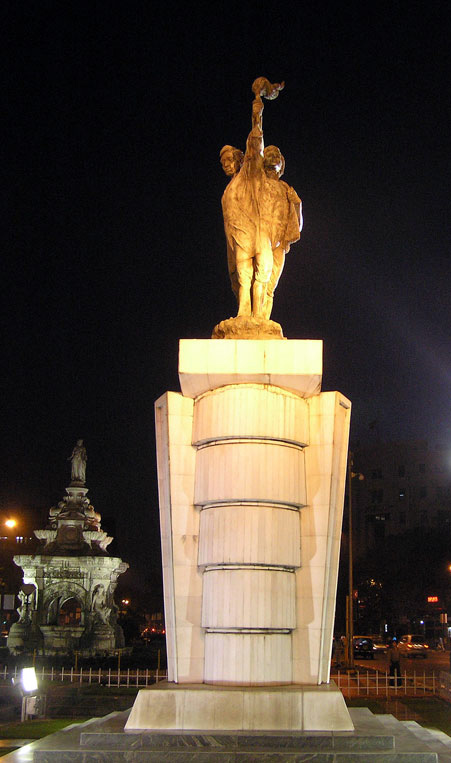
نصب تذكاري "حوتة ماو شوك" بني لتكريم شهداء حركة ساميوكتا ماهاراشترا (نافورة فلورا على يسارها في الخلفية)

شهدت العقود التَالِيَة توسعاً هائلاً في المدينة وضواحيها، ففي أواخر الستينيّات تم تَطوِير ناريمان بوينت وكاف باريد،  وتأسست هيئة تنمية مِنطَقَة بومباي الحضريّة في 26 يناير 1975 من حكومة ولاية ماهاراشترا كهيئة عليا لتخطيط وتنسيق أَنشطة التَّنمِيَة في مِنطَقَة بومباي الحضريّة. وَفِي أغسطس 1979 أسست شَّرِكَة مؤسَّسة المدينة والتَّنمِيَة الصناعيّة بلدة نافي مومباي كبلدة شقيقة لمدينة نيو بومباي بَين منطقتيّ ثين ورايجاد لتشتيت سكان بومباي والسيطرة عليهم، واختفت صناعة النسيج في بومباي إلى حَد كَبِير بَعد إضراب حوالي 250 ألف عامل في أَكثَر من 50 مصنع نسيج في 1982. وأصبحت مصانع القطن البائدة في مومباي مُنذ ذَلِك الحين محور إعادة تَطوِير مكثفة. وبدأ اقتصاد المدينة يُرَكِز على مَجَالَات البِترُوكِيماويات والإلكترونيّات والإلكترونيّات والسيَّارات، وَفِي عام 1954 انضمت شَّرِكَة هندوستان للبترول إلى مصفاة مومباي في ترومباي ومصفاة BPCL.
في 26 مايو 1989 تم تشغيل «ميناء جواهر لال نهرو» الَّذِي يتعامل مَع 55-60 بالمائة من البضائع المعبأة في حاويات في الهند، بِهَدَف التخلص من الازدحام في ميناء بومباي ولتكون بمثابة ميناء محوري للمدينة. كَانَت الحدود الجُغرافيَّة لبومباي الكبرى متداخلة مَع الحدود البلدية لبومباي الكبرى، وَفِي 1 أكتوبر 1990 أُعيد تقسيم مِنطَقَة بومباي الكبرى لتشكيل منطقتين هما مَدِينَة بومباي وبومباي سوبربان، واستمر إدارتها من نفس الإِدَارَة البلدية.
شهدت السنوات من 1990 إلى 2010 زِيادَة في أَعمَال العنف بَعد هدم مسجد بابري في أيوديا، حيثُ هزت المدينة أَعمَال شغب هندوسية-إسلامية في 1992-1993 شَارَك فِيهَا أَكثَر من 1000 شخص، وَفِي مارس 1993 أدَّت سِلسِلَة من 13 تفجيرًا منسقًا في العديد من معالم المدينة إلى مقتل 257 شخصًا وإصابة أَكثَر من 700 آخرين،  وَفِي عام 2006 قُتل 209 شخص وجرح أَكثَر من 700 عِند تفجير سبع قنابل في قطارات الركاب،  وَفِي عام 2008 أسفرت سِلسِلَة من 10 هجمات منسقة نفذها إرهابيون مسلحون لمدَّة ثلاثة أيام عَن مقتل 173 شخصًا وإصابة 308 آخرين، وإلحاق أضرار جسيمة بالعديد من المعالم التراثيّة والفنادق المرموقة. وكانت التفجيرات الثلاثة المُنَسِقَة في يوليو 2011 في دار الأوبرا في «زافيري بازار» و«دادار» هي الأحدث في سِلسِلَة الهجمات الإرهابية في مومباي والَّتِي أسفرت عَن 26 قتيلاً و 130 جريحًا.
تُعد مومباي العاصِمَة التجاريَّة للهند حيثُ تطوَّرت وأصبحت مركزًا ماليًا عالميًا،  وكانت لعدة عقود موطن الخِدمات الماليَّة الرَئِيسيّة في الهند، وتُركَّزَ على تَطوِير البِنية التَّحتيَّة وَالاِستِثمَار الخاصّ. وَمَع كونها مجتمعًا قديمًا لصيد الأسماك ومركزًا استعماريًا لِلتِجَارَة، أصبَحَت مومباي أكبر مَدِينَة في جَنُوب آسِيَا وموطن صناعة السينما الأكثر إنتاجًا فِي العَالم.

## الجُغرافيا

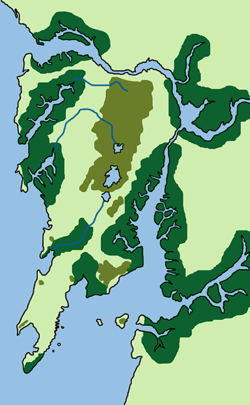
تضاريس مومباي، تُمثل المناطق المظلمة مناطق مستنقعات، بينما تُمثل المناطق المتوسطة مناطق مرتفعة.

تَقع مومباي في شبه جزيرة ضيقة في الجنوب الغربيّ من جزيرة سالسيت، والَّتِي يحدها بحر العرب من الغرب، وثين كريك من الشَّرق وفاساي كريك من الشمال، وتشغل مُعظم الجزيرة مِنطَقَة ضواحي مومباي، وتقع نافي مومباي شَرق «ثين كريك»، بينما تَقع ثين شَمَال فاساي كريك، وتتكوَّن مومباي من منطقتين متميزتين: مِنطَقَة مَدِينَة مومباي وَمِنطَقَة ضواحي مومباي، حيثُ تشكلان منطقتين مُنفصلتين للإيرادات في ولاية ماهاراشترا. ويُشار إلى مِنطَقَة «حي المدينة» أيضًا بِاِسم «المدينة الجزيرة» أو جَنُوب مومباي. تَبلُغ إجمالي مِسَاحَة مومباي 603.4 كم2 (233 ميل مربع)،  حيثُ تمتد المدينة الجزيرة على مِسَاحَة 67.79 كم2 (26 ميل مربع) مِنهَا، بينما تمتد مِنطَقَة الضواحي على 370 كم2 (143 ميل مربع)، ويمثلان معًا مساحة 437.71 كم2 (169 ميل مربع) تحت إِدَارَة هيئة بريهانمومباي البلدية. فيمَا تنتمي المناطق المُتبقية إلى مؤسسات دفاعية مختلفة، وميناء مومباي الاستئماني، ولجنة الطاقة الذرية ومنتزه بوريفالي الوطنيّ، والَّتِي تَقع خارج نطاق ولاية هيئة بريهانمومباي البلدية. وتبلغ مِسَاحَة مِنطَقَة مومباي الحضريّة الَّتِي تضم أجزاء من مَنَاطِق ثين وبالغار ورايجاد ومومباي الكبرى 4355 كم2 (1681.5 ميل مربع).
تَقع مومباي عِند مصب «نهر أولهاس» في الساحل الغربيّ للهند، في اَلمِنطَقَة الساحليَّة المَعروفَة بِاِسم كونكان في جزيرة سالسيت الَّتِي تشترك فِيهَا جزئيًا مَع منطقة ثين،  ويحُد مومباي من الغرب بحر العرب،  فيمَا تَقع أجزاء كثيرة من المدينة فوق مُستَوى سطح البَحر مباشرةً، وتتراوح ارتفاعاتها بَين 10 متر (33 قدم) حتَّى 15 متر (49 قدم)،  ويَبلغَ متوسط ارتفاع المدينة 14 متر (46 قدم). تَقع مِنطَقَة «شَمَال مومباي (سالسيت)» على تل،  وتُوجَد أعلى نقطة في المدينة فِي سالسيت في نطاقات بواي - كانهيري بارتفاع 450 متر (1,476 قدم). يقع منتزه سانجاي غاندي الوطنيّ (منتزه بوريفالي الوطني) جزئيًا في ضواحي مومباي وجزئيًا في مِنطَقَة ثين، ويمتدّ على مِسَاحَة 103.09 كم2 (39.80 ميل مربع).
تمد المدينة بالمياه ستة بحيرات كبرى وهي بحيرة فيهار، وسد فيتارنا الأوسَط، وسد فايتارنا العلوي، وبحيرة تولسي، وتانسا وبواي، حيثُ تَقع بحيرة تولسي وبحيرة فيهار في منتزه بوريفيلي الوطنيّ ضمنَ حدود المدينة، ويُستخدم الإمداد من بحيرة بواي للأغراض الزراعيَّة والصناعيّة فقط. وينبع ثلاثة أنهار صغيرة (نهر داهيسار، ونهر بويسار ونهر أوشيوارا) داخل المنتزه، بينما ينبع «نهر ميثي الملوث» من بحيرة تولسي ويجمع المياه المُتدفّقة من بحيرات فيهار وبواي،  ويمتدّ ساحل المدينة على مسافة بادئة مَع العديد من الجداول والخلجان، حيثُ يمتد من «ثين كريك» شرقًا إلى «ماد مارف» غربًا. وتُغطي الساحل الشرقي من جزيرة سالسيت مُستنقعات غنية بالتنوع البيولوجي في حِين أن الساحل الغربيّ يطغى عليه المناطق الرملية والصخرية.
يغلب على غطاء التربة في مِنطَقَة المدينة الطابع الرملي بسبب قربها من البَحر، أمَّا في الضواحي فغطاء التربة غرينيًا وطفليًا إلى حَد كَبِير. وتتكوَّن الصخور الأساسيّة للمنطقة من تدفقات البازلت الأسود في ديكان، ومتغيراتها الحمضية والأساسيّة الَّتِي تعود إلى أواخر العصر الطباشيري وأوائل العصر الإيوسيني،  تصنف مِنطَقَة مومباي بأنَّها نشطة زلزاليا بسبب وُجُود 23 خط صدع في اَلمِنطَقَة المُجاورة،  وقد صُنفت اَلمِنطَقَة بأنَّها مِنطَقَة زلزالية من الدرجة الثالثة،  والَّذِي يعني أن حدوث زلزال بقوة 6.5 دَرَجَة على مقياس ريختر أمر متوقع.

## المناخ

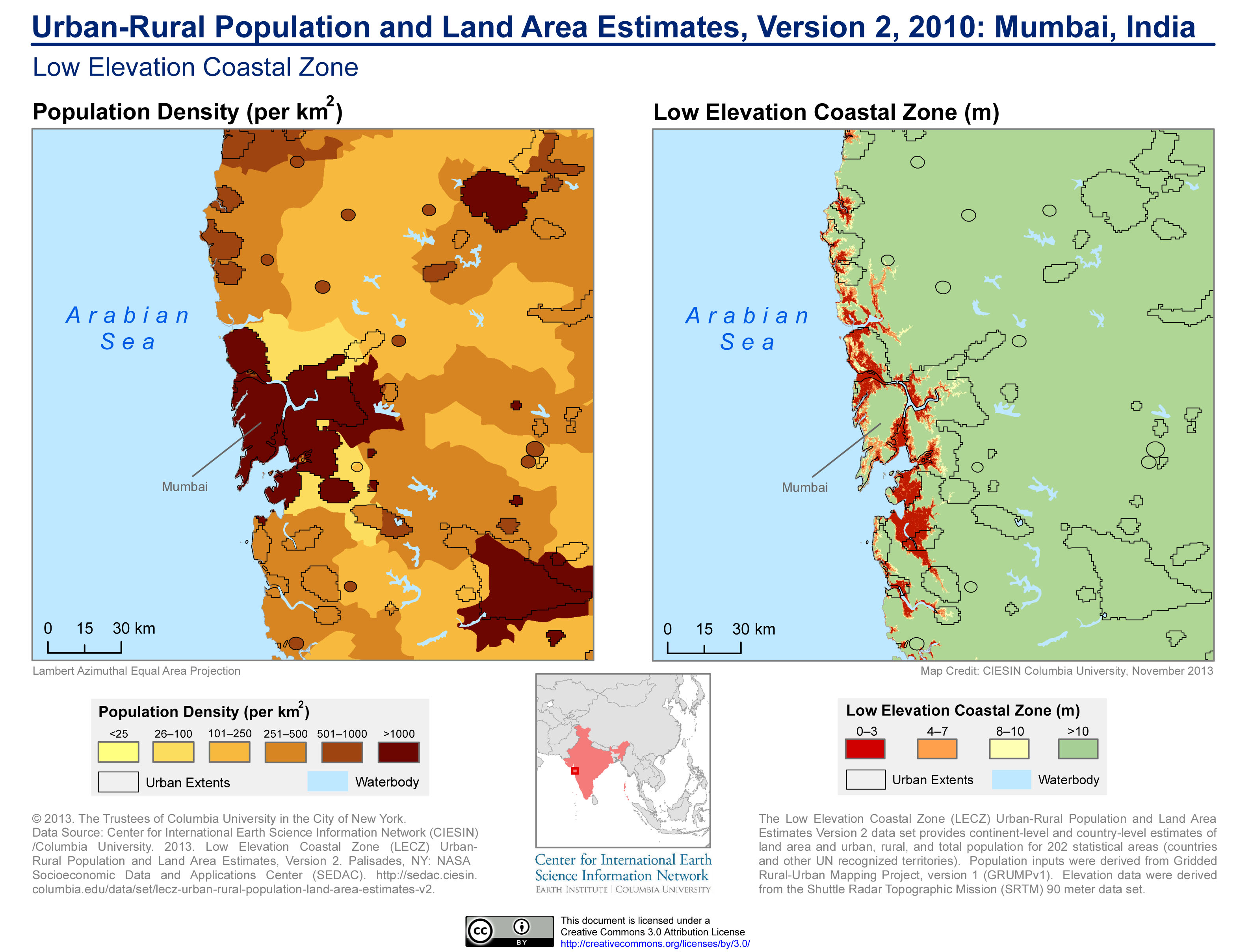
الكثافة السكانية والارتفاع فوق مستوى سطح البحر في مومباي (2010). مومباي معرضة بشكل خاص لارتفاع مستوى سطح البحر.

تَتَمَتَّع مومباي بمناخ استوائي، وبشكل أَكثَر تحديدًا تصنف تحت تصنيف كوبن للمناخ بمناخ استوائي رطب وجاف. يتفاوت المناخ بَين فَترَة جفاف تمتد من أكتوبر إلى مايو وفترة رطوبة تَبلُغ ذروتها في يونيو،  ويتّبع الموسم الأكثر برودة من ديسمبر إلى فبراير، الموسم الأكثر سخونة من مارس إلى مايو، وتُشكل الفَترَة من يونيو إلى نهاية سبتمبر تقريبًا موسم الرياح الموسميَّة الجنوبيَّة الغَربيَّة، وتُشكل الفَترَة من أكتوبر ونوفمبر موسم مَا بَعد الرياح الموسميَّة.
تُعتبر الفيضانات أَثناء الرياح الموسميَّة مشكلة رئيسيَّة لمومباي،  حيثُ تهطل بَين يونيو وسبتمبر الأمطار الموسميَّة الجنوبيَّة الغَربيَّة على المدينة، وتتلقى هبات مَا قَبل الرياح الموسميَّة في مايو، ومن حِين لآخر تهب زخات من الرياح الموسميَّة الشماليَّة الشرقيَّة في أكتوبر ونوفمبر. بلغَ الحد الأقصى السنوي لهطول الأمطار على الإِطلاق 3,452 مليمتر (136 بوصة) في عام 1954. وبلغت أعلى نسبة هطول للأمطار في يوم وَاحِد 944 مليمتر (37 بوصة) في 26 يوليو 2005. ويَبلغَ متوسط إجمالي هطول الأمطار السنوي 2,146.6 مليمتر (85 بوصة) لمدينة الجزيرة، و2,457 مليمتر (97 بوصة) للضواحي.
يبلغ متوسط دَرَجَة الحرارة السنويَّة 27 °م (81 °ف)، ويَبلغَ متوسط هطول الأمطار 2,167 مليمتر (85 بوصة). أمَّا متوسط دَرَجَة الحرارة العظمى في مَدِينَة الجزيرة فتبلغ 31 °م (88 °ف)، في حِين أن متوسط دَرَجَة الحرارة الصُغرى هُو 24 °م (75 °ف). وَفِي الضواحي يبلغ متوسط دَرَجَة الحرارة القصوى اليومية من 29 °م (84 °ف) إلى 33 °م (91 °ف)، بينما يتراوح متوسط دَرَجَة الحرارة الدنيا اليومية من 16 °م (61 °ف) حتَّى 26 °م (79 °ف). وقد سُجل الرقم القياسي البالغ 42.2 °م (108 °ف) في 14 أبريل 1952،  وَكَان أدنى مُستَوى قياسي هُو 7.4 °م (45 °ف) سُجل في 27 يناير 1962.
تُعد الأعاصير المداريَّة نادرة في المدينة، وَكَان أسوأ إعصار ضرب المدينة على الإِطلاق هُو إعصار مومباي عام 1948 حيثُ بَلَغَت سرعة العواصف 151 كم/س (94 ميل/س) في جوهو، وخلفت العاصفة 38 قتيلاً و47 مفقودًا، وبحسب مَا ورد أثرت العاصفة على بومباي لأكثر من 20 ساعة وتُركت المدينة مدمرة.
| البيانات المناخية لـمومباي (كولابا) 1981-2010، أقصى حدود 1901-2012 | البيانات المناخية لـمومباي (كولابا) 1981-2010، أقصى حدود 1901-2012 | البيانات المناخية لـمومباي (كولابا) 1981-2010، أقصى حدود 1901-2012 | البيانات المناخية لـمومباي (كولابا) 1981-2010، أقصى حدود 1901-2012 | البيانات المناخية لـمومباي (كولابا) 1981-2010، أقصى حدود 1901-2012 | البيانات المناخية لـمومباي (كولابا) 1981-2010، أقصى حدود 1901-2012 | البيانات المناخية لـمومباي (كولابا) 1981-2010، أقصى حدود 1901-2012 | البيانات المناخية لـمومباي (كولابا) 1981-2010، أقصى حدود 1901-2012 | البيانات المناخية لـمومباي (كولابا) 1981-2010، أقصى حدود 1901-2012 | البيانات المناخية لـمومباي (كولابا) 1981-2010، أقصى حدود 1901-2012 | البيانات المناخية لـمومباي (كولابا) 1981-2010، أقصى حدود 1901-2012 | البيانات المناخية لـمومباي (كولابا) 1981-2010، أقصى حدود 1901-2012 | البيانات المناخية لـمومباي (كولابا) 1981-2010، أقصى حدود 1901-2012 | البيانات المناخية لـمومباي (كولابا) 1981-2010، أقصى حدود 1901-2012 |
| الشهر                                                              | يناير                                                              | فبراير                                                             | مارس                                                               | أبريل                                                              | مايو                                                               | يونيو                                                              | يوليو                                                              | أغسطس                                                              | سبتمبر                                                             | أكتوبر                                                             | نوفمبر                                                             | ديسمبر                                                             | المعدل السنوي                                                      |
| ------------------------------------------------------------------ | ------------------------------------------------------------------ | ------------------------------------------------------------------ | ------------------------------------------------------------------ | ------------------------------------------------------------------ | ------------------------------------------------------------------ | ------------------------------------------------------------------ | ------------------------------------------------------------------ | ------------------------------------------------------------------ | ------------------------------------------------------------------ | ------------------------------------------------------------------ | ------------------------------------------------------------------ | ------------------------------------------------------------------ | ------------------------------------------------------------------ |
| الدرجة القصوى °م (°ف)                                              | 37.0 (98.6)                                                        | 38.3 (100.9)                                                       | 41.7 (107.1)                                                       | 40.6 (105.1)                                                       | 39.7 (103.5)                                                       | 37.2 (99.0)                                                        | 35.6 (96.1)                                                        | 33.8 (92.8)                                                        | 35.6 (96.1)                                                        | 39.5 (103.1)                                                       | 38.4 (101.1)                                                       | 36.7 (98.1)                                                        | 41.7 (107.1)                                                       |
| الحد الأقصى المتوسط °م (°ف)                                        | 34.4 (93.9)                                                        | 34.9 (94.8)                                                        | 35.8 (96.4)                                                        | 35.1 (95.2)                                                        | 35.4 (95.7)                                                        | 35.0 (95.0)                                                        | 32.1 (89.8)                                                        | 31.7 (89.1)                                                        | 32.7 (90.9)                                                        | 36.4 (97.5)                                                        | 36.3 (97.3)                                                        | 35.3 (95.5)                                                        | 37.6 (99.7)                                                        |
| متوسط درجة الحرارة الكبرى °م (°ف)                                  | 30.2 (86.4)                                                        | 30.2 (86.4)                                                        | 31.5 (88.7)                                                        | 32.7 (90.9)                                                        | 33.8 (92.8)                                                        | 32.2 (90.0)                                                        | 30.0 (86.0)                                                        | 29.7 (85.5)                                                        | 30.6 (87.1)                                                        | 33.0 (91.4)                                                        | 33.5 (92.3)                                                        | 32.2 (90.0)                                                        | 31.6 (88.9)                                                        |
| المتوسط اليومي °م (°ف)                                             | 24.9 (76.8)                                                        | 25.3 (77.5)                                                        | 27.1 (80.8)                                                        | 28.9 (84.0)                                                        | 30.5 (86.9)                                                        | 29.3 (84.7)                                                        | 27.8 (82.0)                                                        | 27.4 (81.3)                                                        | 27.8 (82.0)                                                        | 28.9 (84.0)                                                        | 28.4 (83.1)                                                        | 26.5 (79.7)                                                        | 27.7 (81.9)                                                        |
| متوسط درجة الحرارة الصغرى °م (°ف)                                  | 19.3 (66.7)                                                        | 20.2 (68.4)                                                        | 22.7 (72.9)                                                        | 25.0 (77.0)                                                        | 27.1 (80.8)                                                        | 26.5 (79.7)                                                        | 25.4 (77.7)                                                        | 25.1 (77.2)                                                        | 25.0 (77.0)                                                        | 24.8 (76.6)                                                        | 23.2 (73.8)                                                        | 20.9 (69.6)                                                        | 23.8 (74.8)                                                        |
| الحد الأدنى المتوسط °م (°ف)                                        | 16.0 (60.8)                                                        | 17.1 (62.8)                                                        | 20.0 (68.0)                                                        | 22.9 (73.2)                                                        | 25.0 (77.0)                                                        | 23.3 (73.9)                                                        | 23.3 (73.9)                                                        | 23.3 (73.9)                                                        | 23.1 (73.6)                                                        | 22.8 (73.0)                                                        | 20.7 (69.3)                                                        | 17.7 (63.9)                                                        | 15.6 (60.1)                                                        |
| أدنى درجة حرارة °م (°ف)                                            | 11.7 (53.1)                                                        | 11.7 (53.1)                                                        | 16.3 (61.3)                                                        | 20.0 (68.0)                                                        | 22.8 (73.0)                                                        | 21.1 (70.0)                                                        | 21.7 (71.1)                                                        | 21.7 (71.1)                                                        | 20.0 (68.0)                                                        | 20.6 (69.1)                                                        | 17.8 (64.0)                                                        | 12.8 (55.0)                                                        | 11.7 (53.1)                                                        |
| معدل هطول الأمطار مم (إنش)                                         | 0.9 (0.04)                                                         | 0.2 (0.01)                                                         | 0.4 (0.02)                                                         | 0.5 (0.02)                                                         | 20.2 (0.80)                                                        | 530.2 (20.87)                                                      | 711.6 (28.02)                                                      | 493.8 (19.44)                                                      | 330.4 (13.01)                                                      | 78.4 (3.09)                                                        | 14.9 (0.59)                                                        | 2.6 (0.10)                                                         | 2٬184٫1 (85.99)                                                    |
| متوسط الأيام الممطرة                                               | 0.1                                                                | 0.0                                                                | 0.1                                                                | 0.1                                                                | 0.7                                                                | 13.8                                                               | 21.2                                                               | 19.7                                                               | 13.4                                                               | 3.4                                                                | 0.5                                                                | 0.1                                                                | 73.2                                                               |
| متوسط الرطوبة النسبية (%) (at {{{time day}}})                      | 62                                                                 | 62                                                                 | 63                                                                 | 66                                                                 | 68                                                                 | 77                                                                 | 85                                                                 | 84                                                                 | 80                                                                 | 72                                                                 | 65                                                                 | 63                                                                 | 71                                                                 |
| ساعات سطوع الشمس الشهرية                                           | 282.1                                                              | 271.2                                                              | 282.1                                                              | 279.0                                                              | 272.8                                                              | 138.0                                                              | 80.6                                                               | 77.5                                                               | 147.0                                                              | 238.7                                                              | 267.0                                                              | 275.9                                                              | 2٬611٫9                                                            |
| ساعات سطوع الشمس اليومية                                           | 9.1                                                                | 9.6                                                                | 9.1                                                                | 9.3                                                                | 8.8                                                                | 4.6                                                                | 2.6                                                                | 2.5                                                                | 4.9                                                                | 7.7                                                                | 8.9                                                                | 8.9                                                                | 7.2                                                                |
| المصدر #1: دائرة الأرصاد الجوية (الهند) (sun 1971–2000)            |                                                                    |                                                                    |                                                                    |                                                                    |                                                                    |                                                                    |                                                                    |                                                                    |                                                                    |                                                                    |                                                                    |                                                                    |                                                                    |
| المصدر #2: Tokyo Climate Center (mean temperatures 1981–2010)      |                                                                    |                                                                    |                                                                    |                                                                    |                                                                    |                                                                    |                                                                    |                                                                    |                                                                    |                                                                    |                                                                    |                                                                    |                                                                    |

يُعتبر تلوث الهواء مشكلة رئيسيَّة في مومباي،  ووفقًا لقاعدة البيانات العالميَّة لتلوث الهواء المُحِيط بالمُدن التَّابِعَة لمنظمة الصحة العالميَّة  كَان المُتَوَسِط السنوي لتركيز PM2.5 في 2013 هُو 63 ميكروغرام/م3، وَيَزِيد هَذَا المُتَوَسِط بمقدار 6.3 أضعاف الموصى بِه إرشادات جودة الهواء البالغ السنوي PM2.5 ، تراقب الهيئة المركزيَّة لِمُكَافَحَة التلوث التَّابِعَة لحكومة الهند والقنصلية العامَّة للولايات المتَّحدة في مومباي بيانات جودة الهواء في الوَقت الفِعلِي وتشاركها علنًا،  وَفِي ديسمبر 2019 أطلق «معهد آي آي تي بومباي» بالشراكَة مَع «مدرسة ماكلفي للهندسة» بجامعة واشنطن في سانت لويس «مرفق أبحاث الهباء الجوي وجودة الهواء» لدراسة تلوث الهواء في مومباي ومدن هنديَّة أُخرى.

## الاقتصاد

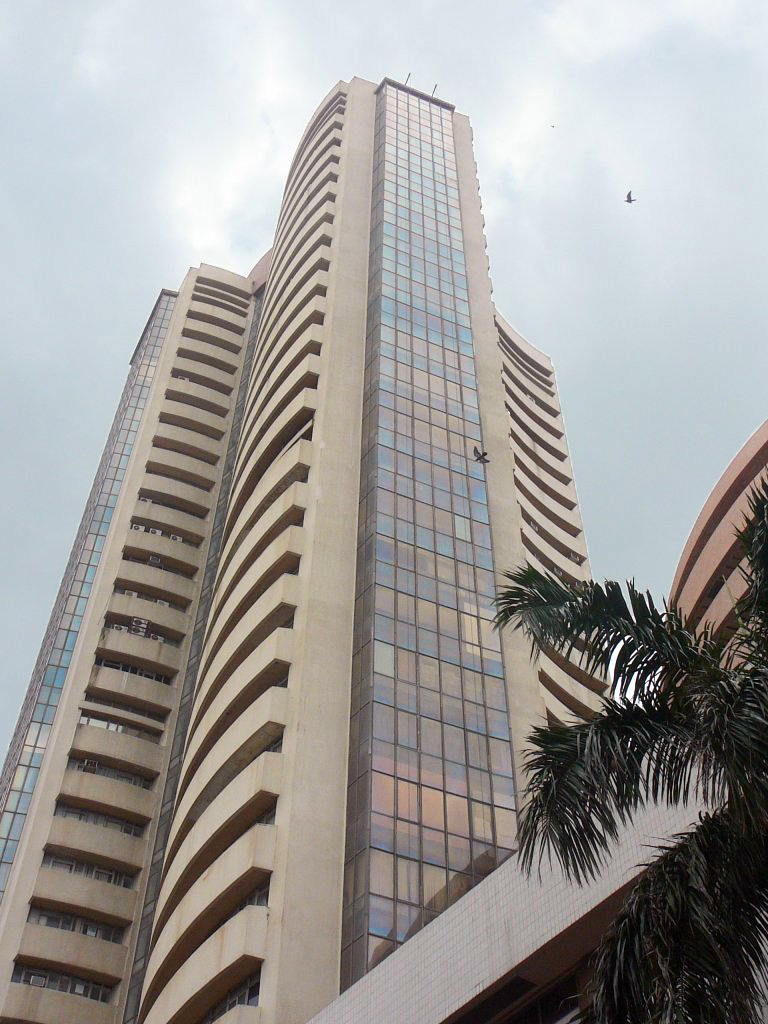
بورصة بومباي أقدم بورصة في آسيا.

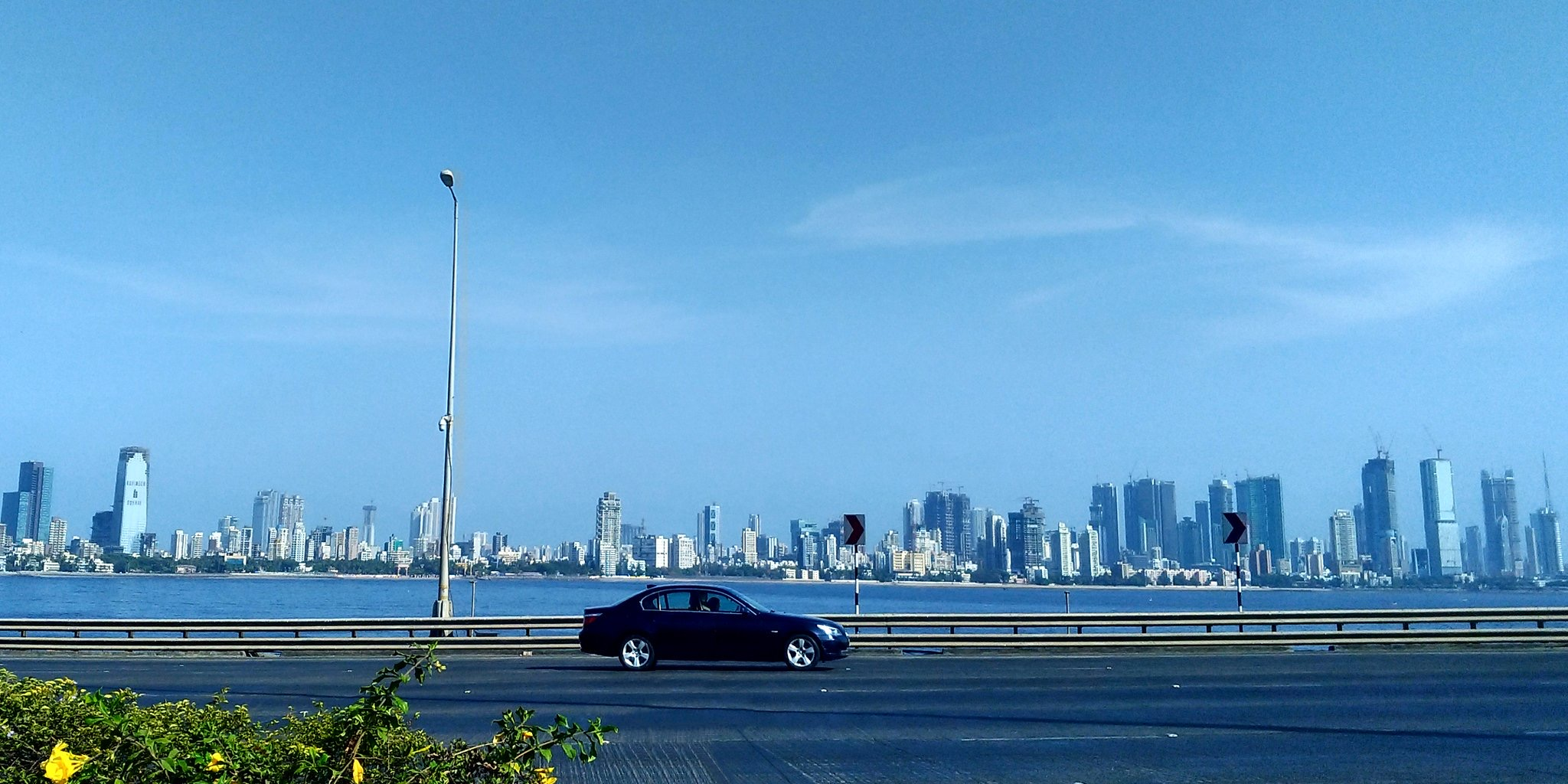
أفق مومباي

تُعتبر مومباي أكبر مَدِينَة في الهند من حيثُ عدد السكان، وهي العاصِمَة الماليَّة والتجاريَّة للبلاد حيثُ تنتج 6.16 بالمائة من إجمالي الناتج المحليّ،  وتخدم كمركز اقتصادي للهند حيثُ تُسَاهِم بنِسبَة 10 بالمائة من العمالة في المصانع، و 25 بالمائة من الناتج الصناعي، و 33 بالمائة من تحصيل ضرائب الدَّخل، و 60 بالمائة من تحصيل الرسوم الجمركيَّة، و 20 بالمائة من الضرائب المركزيَّة والتحصيل الضريبي، و 40 بالمائة من التِجَارَة الخارجيَّة للهند، وتُحصل 40 مِليار روبيه هنديَّة (660 مليُون دُولَار أمريكي) من ضرائب الشَّرِكَات.
شهدت مومباي ازدهارًا اقتصاديًا مُنذ التحرر الاقتصاديّ في 1991 والازدهار الماليّ في مُنتَصَف التسعينات وازدهار تكنولوجيّا المَعلُومَات والتصدير وَالخِدمات والاستعانة بمصادر خارجية في العقد الأول من القرن الحادي وَالعَشرَين. على الرغم من أن مومباي قد برزت بشكل بارز كمحور للنشاط الاقتصاديّ للهند في التسعينات، إلَّا أن مِنطَقَة مومباي الحضريّة تشهد حاليًا انخفاضًا في مساهمتها في الناتج المحليّ الإجمالي للهند.
تُقدر التقديرات الأخيرة لاقتصاد مِنطَقَة مومباي الحضريّة بنحو 400 مِليار دُولَار (إجمالي الناتج المحليّ للمترو تعادل القدرة الشرائية) ممَّا يجعلها إمَّا الأولى أو الثانيَّة من حيثُ الإنتاجيَّة في الهند. وفيها يقع مَقَر العديد من التّكتّلات الهنديَّة العديدة ومنها لارسن أند توبرو، وبنك الدولة الهندي، وشركة الهند لتأمين الحياة، ومجموعة تاتا، ومجموعة غودريج ورليانس للصناعات المحدودة،  وخمسة شركات من قَائِمَة فورتشن غلوبال لأفضل 500 شَّرِكَة،  ويعمل كلّ من بنك الاحتياطي الهندي، وبورصة بومباي، والبورصة الوطنيَّة الهنديَّة، ومنظمي القِطَاع الماليّ مِثل مَجلِس الأوراق الماليَّة والبورصة في الهند، على تسهيل تواجد هَذِه الشَّرِكَات العملاقة.
كَانَت مَدِينَة مومباي حتَّى سبعينيَّات القرن الماضي مُزدهرة بمصانع النسيج والميناء البحري، لكنّ الاقتِصَاد المحليّ تنوع مُنذ ذَلِك الحين وشمل التمويل والهندسة وتلميع الماس والرعاية الصحيّة وتكنولوجيا المَعلُومَات. وتسهم قطاعات رئيسيَّة في اقتصاد المدينة مِثل الماليَّة، والأحجار الكريمة، والمجوهرات، وتجهيز الجلود، وتكنولوجيا المَعلُومَات، والمنسوجات، والبِترُوكِيماويات، وتصنيع الإلكترونيّات، والسيَّارات، وَالتَّرفِيه. وتُعتبر «ناريمان بوينت» و«مجمع باندرا كورلا» من المراكز الماليَّة الرَئِيسيّة في مومباي. نحتت مومباي مكانة خاصَّة بِهَا في صناعة تكنولوجيّا المَعلُومَات على الرغم من منافسة بنغالور وحيدر أباد وبيون، حيثُ توفر مِنطَقَة تجهيز الصادرات الإلكترونيَّة «سانتا كروز»، و«منتزه إنفوتيك الدوليّ» (نافي مومباي) مُرَافِق ممتازة لشركات تكنولوجيّا المَعلُومَات.
يُشكِل موظفو الدَّولَة والحُكومة المركزيَّة نسبة كَبِيرَة من القوى العاملة في المدينة، ويُوجد فِيهَا عدد كَبِير من العاملين لحسابهم الخاصّ غير المهرة وشبه المهرة، والذين يكسبون رزقهم في المقام الأول من الباعة المتجولين وسائقي سيارات الأجرة والميكانيكيين وَغَيرَهَا من المهن ذَات الياقات الزرقاء، وتُعتبر صناعة الموانئ والشحن صناعة راسخة في المدينة حيثُ يُعدُّ «ميناء مومباي» أحد أقدم وأهم الموانئ في الهند. وتشتهر مِنطَقَة دهارافي في وَسَط مومباي، بتزايد ونمو صناعة إعادة تدوير حيثُ تَقوم بمعالجة النفايات القابلة لإعادة التدوير من أجزاء أُخرى من المدينة، ويُوجد فِيهَا حوالي 15 ألف مصنع تدوير غرفة واحدة.
احتَّلت مومباي المرتبة السادسة بَين أكثر عشر مُدن عالمية في عدد المليارديرات بعدد 28 ملياردير،  و 46 ألف مليونير، بثروة إجمالية تَبلُغ حوالي 960 مِليار دُولَار أمريكي،  وهي أغنى مَدِينَة هنديَّة وَفِي المرتبة 12 في قَائِمَة أغنى مُدن العَالَم،  وتحتَلّ المرتبة السابعة في قَائِمَة «أفضَل عشر مُدن للمليارديرات» الَّتِي تصنفها مجلّة فوربس (أبريل 2008)،  وهي المدينة الأولى من حيثُ متوسط ثَروَة المليارديرات. واعتباراً من 2008 صَنَّفت «مَجمُوعَة دراسة العَولَمَة والمُدن العالميَّة» مومباي بأنَّها «مَدِينَة عالمية ألفا» ووضعتها في المرتبة الثالثة في فئاتها من المدن العالمية. وتُعد مومباي ثالث أغلى سوق للمكاتب فِي العَالم، وقد صُنفت من أسرع المُدن في البلاد لبدء الأَعمَال التجاريَّة في عام 2009.

## الإِدَارَة المدنيّة

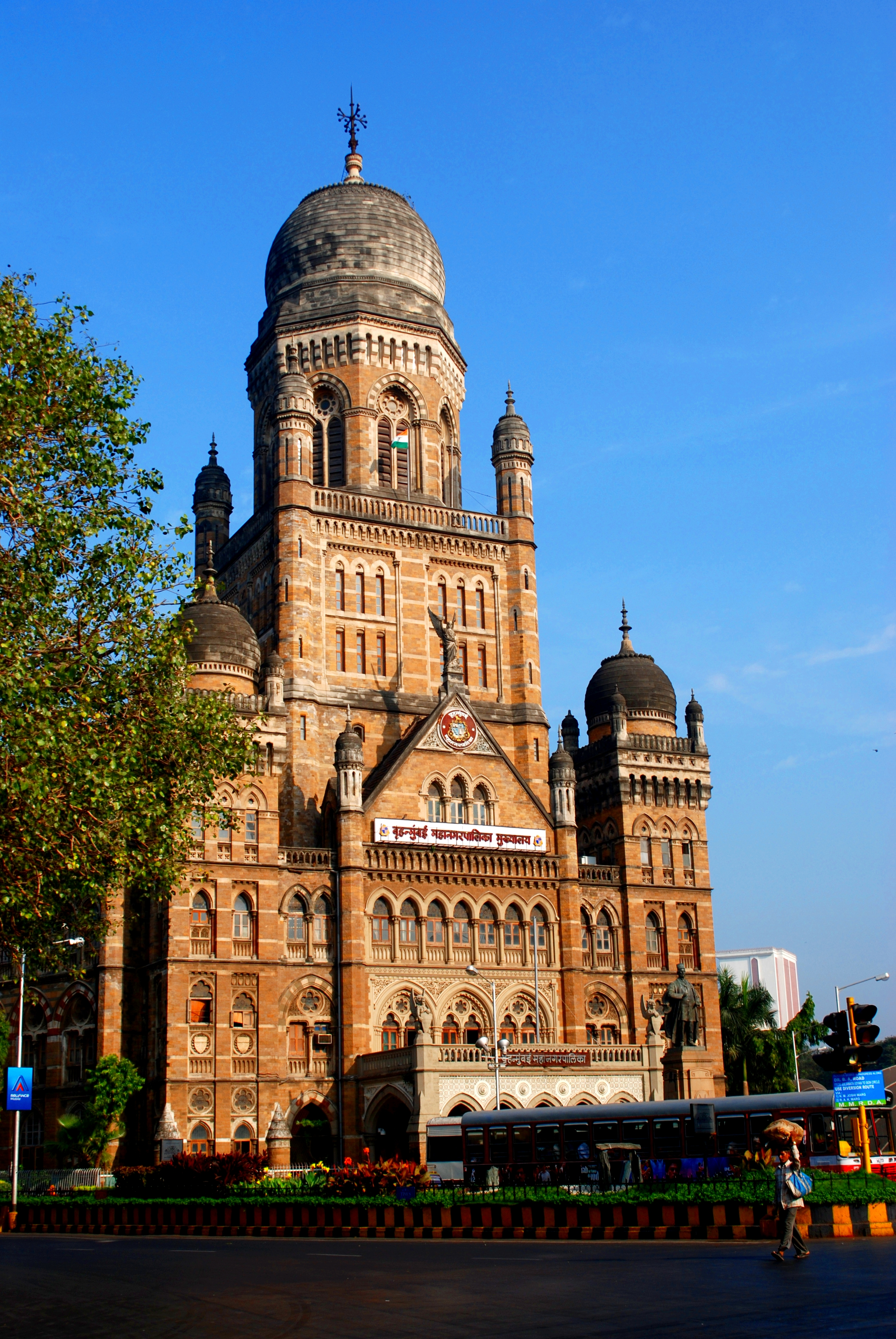
مقر مؤسَّسة بلدية مومباي الكبرى (MCGM)، وهي أكبر منظمة مدنية في البلاد.

تَبلُغ مِسَاحَة مومباي الكبرى 603 كيلومتر مربع (233 ميل2)،  وتتكوَّن من مَدِينَة مومباي ومناطق ضواحي مومباي، وتمتدُّ من كولابا في الجنوب، إلى مولوند وداهيسار في الشمال، ومانخورد في الشَّرق، ويَبلغَ عدد سُكَّانها حسب تعداد 2011 حوالي 12.442.373 نسمة.
تدير مومباي مؤسَّسة بلدية مومباي الكبرى (يُشار إِلَيهَا أحيانًا بِاِسم شَّرِكَة هيئة بريهانمومباي البلدية)، والمَعروفَة سابقًا بِاِسم «شَّرِكَة بومباي البلدية» (BMC). وهي المسؤولة عَن الاحتياجات المدنيّة والبِنية التَّحتيَّة للمدينة،  يختار أعضاء المجالس رَئِيس البلدية بانتخابات غير مباشرةً ليخدم لمدَّة عامين ونصف.
مفوض البلدية هُو الرَّئِيس التَّنفِيذِي ورئيس الذراع التَّنفِيذِي لمؤسسة البلدية، وتناط جَمِيع السُلطات التَّنفِيذِية بمفوض البلدية، وَهُو مسؤول الخِدمَة الإداريَّة الهنديَّة المعين من قَبل حكومة الولاية، وعلى الرغم من كون المؤسسة البلدية الهيئة التشريعية الَّتِي تَضَع سِياسات إِدَارَة المدينة، إلَّا أن المفوض هُو المسؤول عَن تنفيذها، ويُعين المفوض لفترة مُحدَّدة على النَّحو المحدد في قانون الولاية، ويُحَدَد القَانُون صلاحيَّاته.
حازت مؤسَّسة بلدية مومباي الكبرى على المرتبة التَّاسِعَة بَين 21 مَدِينَة كأفضل مَدِينَة في مُمَارَسَة الحُكم والإِدَارَة في الهند في عام 2014، حيثُ سجلت 3.5 من 10 مُقارنة بالمعدل الوطنيّ البالغ 3.3.

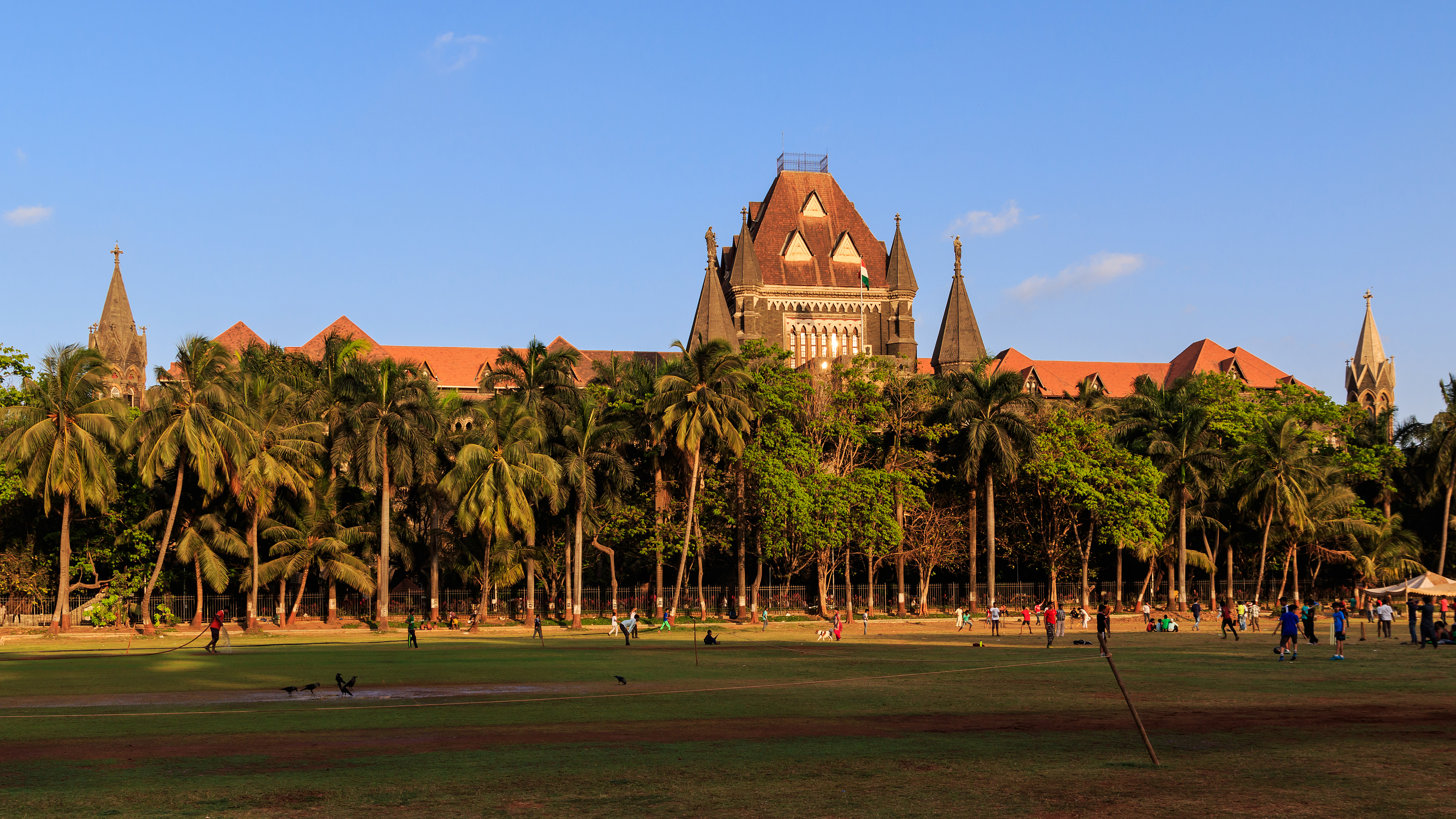
تمارس محكمة بومباي العليا الولاية القضائية على ولاية ماهاراشترا، وغوا، ودادرا، وناغار هافيلي، ودامان، وديو.

يرأس شرطة مومباي مفوض شرطة وَهُو ضابط شرطة هندي، وهي قسم من شرطة ولاية ماهاراشترا التَّابِعَة لوزارة الداخليَّة بالولاية. تُقسم المدينة إلى سبع مَنَاطِق شرطة وسبع عِشرَة مِنطَقَة لشرطة المُرُور،  ويرأس كلّ مِنهَا نائب مفوض الشرطة. وتُعد «شرطة مرور مومباي» هيئة شبه مستقلة تحت إشراف شرطة مومباي، ويرأس كَبِير ضباط الإطفاء «لواء إطفاء مومباي» التابع للولاية القضائيَّة للمؤسسة البلدية، ويُساعده أربعة نواب، وستة ضباط فرق. وتُعد «هيئة تنمية مِنطَقَة مومباي الحضريّة» الهيئة المسؤولة عَن تَطوِير البِنية التَّحتيَّة والتخطيط لمنطقة مومباي الحضريّة.
تُعد مومباي مَقَر «المحكمة العليا في بومباي» الَّتِي تمارس الولاية القضائيَّة على ولايتي ماهاراشترا وغوا، وإقليم اِتِحَاد دادرا وناغار هافيلي ودامان وديو. وَفِي مومباي أيضًا يُوجِد «محكمة القضايا الصَّغِيرَة» للقضايا المدنيّة، و«محكمة الجلسات» للقضايا الجنائيَّة، ومحكمة خاصَّة لِلأَنشِطَة الإرهابية والتخريبية للأشخاص المُتهمين بالتآمر والتحريض على أَعمَال الإِرهَاب في المدينة.

## السياسة

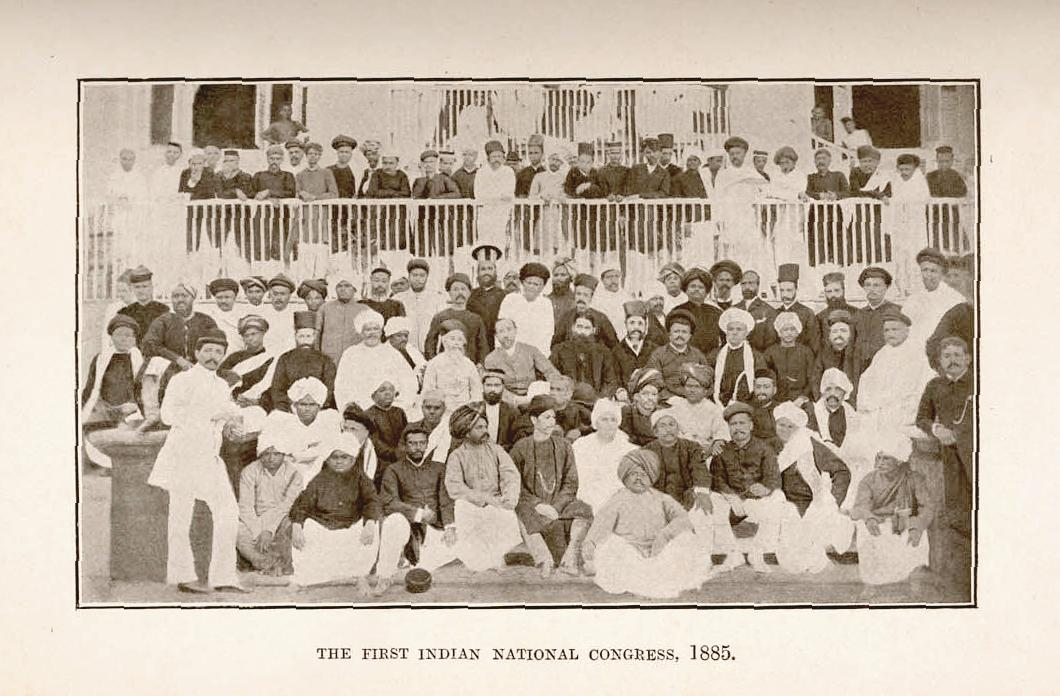
الجلسة الأولى للمؤتمر الوطني الهندي في بومباي (28-31 ديسمبر 1885)

كَانَت مومباي معقلًا تقليديًا ومسقط رأس المؤتمر الوطني الهندي المعروف بحزب المُؤتَمَر،  عقدت الجلسة الأولى للمؤتمر الوطنيّ الهندي في بومباي في الفَترَة من 28 إلى 31 ديسمبر 1885. واستضافت المدينة المُؤتَمَر الوطنيّ الهندي ست مرات خِلال أول 50 عامًا، وأصبحت قاعدة قويّة لحركة الاستِقلال الهنديَّة خِلال القرن العِشرين.
شهدت الستينيّات صعود السِياسَة الإقليميَّة في بومباي، مَع تشكيل «شيف سينا» في 19 يونيو 1966، تحت قيادة «بالاساهب ثاكيراي» بسبب الشعور بالاستياء من التهميش النسبي للشعب الماراثي الأصليّ في بومباي. وتحوّل شيف سينا من «قَضِيَّة ماراثية» إلى «قَضِيَّة هندوتفا» الأكبر في عام 1985 وتعاون مَع حزب بهارتيا جاناتا في نفس العَام. ومنذ الاستِقلال سيطر الكونجرس على السِياسَة في بومباي حتَّى أوائل الثمانينات، عَندَمَا فاز «شيف سينا» في انتخابات مؤسَّسة بلدية بومباي عام 1985.
في عام 1989 شكل حزب بهاراتيا جاناتا السياسيّ تحالفًا انتخابيًا مَع «شيف سينا» لإزاحة الكونغرس في انتخابات الجمعيَّة التشريعية لولاية ماهاراشترا. وَفِي عام 1999 غادر العديد من الأَعضَاء الكونغرس لتشكيل حزب المُؤتَمَر الوطنيّ لكنهم تحالفوا لاحقًا مَع الكونغرس كجزء من تَحَالُف يُعرف بِاِسم «الجبهة الديمقراطيَّة». تتنافس أحزاب أُخرى مِثل «ماهاراشترا نافنيرمان سينا»، وحزب ساماجوادي، وحزب باهوجان ساماج، ومَجلِس عموم الهند في الانتخابات في المدينة.
تُمِثل بومباي بست دوائر انتخابيَّة برلمانية في «الانتخابات الوطنيَّة الهنديَّة» الَّتِي تعقد كلّ خمس سنوات، وهي الشماليَّة والشماليَّة الغَربيَّة والشماليَّة الشرقيَّة والشماليَّة الوسطى والجنوبيَّة الوسطى والجنوبيَّة. في الانتخابات الوطنيَّة لعام 2019 فاز «حزب بهاراتيا جاناتا» وحزب «شيف سينا» بِجَمِيع الدوائر الانتخابية البرلمانية، وحصل كلّ مِنهُمَا على ثلاثة مقاعد.
في انتخابات «مَجلِس ولاية ماهاراشترا» الَّتِي تُجرى كلّ خمس سنوات، تُمِثل مومباي بعدد 36 دائرة انتخابيَّة،  حيثُ يتم انتخاب عضو الجمعيَّة التشريعية في ولاية ماهاراشترا (فيدان سابها) من كلّ دائرة انتخابيَّة للجمعية، وَفِي «انتخابات مَجلِس الولاية لعام 2019» فاز حزب بهاراتيا جاناتا بعدد 16 دائرة، وفاز شيف سينا بعدد 11 مقعد، وفاز الكونغرس بستة مقاعد، وفاز حزب المُؤتَمَر الوطنيّ بمقعدين، وفاز مرشح مستقل بمقعد وَاحِد.
تُجرى انتخابات كلّ خمس سنوات لانتخاب أعضاء الهيئة التنظيميَّة للسلطة في «هيئة بريهانمومباي البلدية»،  البالغ عددهم 227 عضوًا منتخبًا بشكل مُبَاشِر يمثلون 24 قسمًا بلديًا، وخمسة مستشارين معينين لديهم معرفة أو خِبرَة خاصَّة في الإِدَارَة البلدية، ورئيس البلدية الَّذِي يكون دَورِه في الغالب احتفاليًا. في انتخابات المجالس البلدية لعام 2012 حصل تَحَالُف «حزب بهاراتيا جاناتا-شيف سينا» على 107 مقعد، وتملّك السلطة بدعم من المُرشحين المُستقلين في هيئة بريهانمومباي البلدية، بينما حصل تَحَالُف «المُؤتَمَر وحزب المُؤتَمَر الوطنيّ» على 64 مقعد. تَبلُغ مدة ولاية رَئِيس البلدية ونائبه ومفوض البلدية سنتان ونصف.

## النقل

### النَّقل العَام
تَشمَل أَنظِمَة النَّقل العَام في مومباي «سكة حديد مومباي سوبربان»، و«القطار الأحادي»، و«المترو»، و«حافلات بريهانومباي للإمداد الكهربائي والنَّقل»، وسيارات الأجرة ذَات اللونين الأسود والأصفر، وعربات الريكاشة، والعبّارات، شكلت السكك الحديديَّة في الضواحي وَخِدمات الحافلات معًا حوالي 88 بالمائة من حَرَكَة نَقل الركاب في 2008. يُسمح لعربات الريكاشة بالعَمَل فقط في مَنَاطِق ضواحي مومباي، بينما يُسمح لسيارات الأجرة بالعَمَل في جَمِيع أنحاء مومباي، ولكنَّها تعمل بشكل عام في جَنُوب مومباي. يلزم القَانُون سيارات الأجرة وعربات الريكاشة في مومباي للعمل بالغاز الطَّبيعِيّ المضغوط،  وهي وسيلة نَقل مريحة واقتصاديَّة ومتاحة بسهولة.

#### السكة الحديديَّة
تُشكِل «سكة حديد مومباي سوبربان» العمود الفقري لنِظَام النَّقل في المدينة،  تُشغلها «السكك الحديديَّة المركزيَّة»، ومناطق السكك الحديديَّة الغَربيَّة في السكك الحديديَّة الهنديَّة،  في 2007 نقلت أَنظِمَة السكك الحديديَّة في ضواحي مومباي 6.3 مليُون مسافر بشكل يومي،  وتزدحم القطارات في ساعات الذروة، ويتكوَّن القطار من تسع عربات بسعة 1700 راكب، وَفِي ساعات الذروة تنقل حوالي 4500 راكب،  تمتد شبكة سكة حديد مومباي لمسافة 319 كيلومتر.
تم بِنَاء خط «مومباي مونوريل» و«مومباي مترو» وَيَتِمّ توسيعهما على مراحل لتخفيف الازدحام على الشَّبَكَة الحاليَّة، وقد أُفتتح المونوريل في أوائل فبراير 2014،  وأُفتتح الخط الأول لمترو مومباي في أوائل يونيو 2014.
تُعد مومباي المقر الرَئِيسيّ لمنطقتان من السكك الحديديَّة الهنديَّة وهما «السكك الحديديَّة المركزيَّة (CR)» ومقرها في محطة قطار جاتراباتى شيواجى (فيكتوريا تيرمينوس سابقًا)، وَمِنطَقَة «السكك الحديديَّة الغَربيَّة (WR)» ومقرها في تشيرشجيت. ترتبط مومباي أيضًا بمعظم أجزاء الهند عبر السكك الحديديَّة الهنديَّة، حيثُ تنطلق قطارات المسافات الطويلة من محطة قطار جاتراباتى شيواجى و«دادار»، و«محطّة لوكمانيا تيلاك»، و«وَسَط مومباي»، و«باندرا تيرمينوس»، و«أنديري»، و«بوريفالي».

#### الحافلات
نقلت خِدمات حافلات مومباي أَكثَر من 5.5 مليُون مسافر يوميًا في عام 2008،  وأنخفض العدد إلى 2.8 مليُون في عام 2015،  وتُغطي الحافلات العامَّة الَّتِي تديرها «شَّرِكَة بريهانمومباي للكهرباء والنَّقل» جَمِيع أجزاء المدينة تقريبًا، بِالإضافة إلى أجزاء من نافي مومباي وميرا-بياندار وثين. وتُشغل شَّرِكَة بريهانمومباي 4,608 حافلة  مزودة بكاميرات مراقبة مثبتة، وتنقُّل 4.5 مليُون مسافر يوميًا  عبر 390 مسار، ويتكوَّن أسطولها من حافلات ذَات الطابق الواحد، وذات الطابقين، وهي مكيفة ومتوافقة مَع معايير الانبعاثات الأوروبية للديزل والغاز الطَّبيعِيّ المضغوط،  وقدمت الشَّرِكَة حافلات مكيفة في عام 1998. وتتميّز حافلات بريهانمومباي بلونها الأحمَر، مشابهة لحافلات روت ماستر في لندن. وتُوفر شَّرِكَة «النَّقل البري بولاية ماهاراشترا» حافلات للنقل بَين المُدن،  وتربط مومباي بالبلدات والمُدن الأُخرى في ولاية ماهاراشترا والوَلاَيات المُجاورة. وتُشغل كلّ من «نافي مومباي للنقل المحليّ»، و«ثين ميونسيبل ترانسبورت» حافلاتهما في مومباي، ويربطان مختلف نقاط نافي مومباي وثين بأجزاء من مومباي.
تُستخدم الحافلات عمومًا للتنقل لمسافات قصيرة إلى مُتَوَسِطَة داخل المدينة، بينما تكون القطارات أَكثَر اقتصاديّة للتنقل للمسافات الطويلة. وتُعتبر «مومباي دارشان» خِدمَة حافلات سياحية تستكشف العديد من مَنَاطِق الجذب السياحي في مومباي،  ويُغطي نِظَام النَّقل السَّرِيع للحافلات جَمِيع أنحاء مومباي،  وَلَا تزال مومباي تعاني من الازدحام المروري على الرغم من أن 88 بالمائة من ركاب المدينة يسافرون عبر وَسَائِل النَّقل العَام،  وقد صُنف نِظَام النَّقل في مومباي بأنَّه أحد أَكثَر أَنظِمَة النَّقل ازدحامًا فِي العَالم.

#### النَّقل المائي
يتكون النَّقل المائي في مومباي من العبّارات والحوامات والقوارب، وتُقَدَم هَذِه الخِدمات وكالات حكومية وشركاء من القِطَاع الخاصّ،  تراجعت خِدمات الحوامات لفترة وجيزة في أواخر التسعينات بَين بوَّابة الهند وبيلابور في نافي مومباي، ولاحقًا أُلغيت بسبب نَقص البِنية التَّحتيَّة الكَافِيَة.

### شبكة الطرق
يخدم مومباي عدَّة طرق سريعة وَطَنِيَّة وهي الطريق السَّرِيع الوطنيّ 48، والطريق السَّرِيع الوطنيّ 66، والطريق السَّرِيع الوطنيّ 160 والطريق السَّرِيع الوطنيّ 61. تربط طرق «مومباي-تشيناي»، و«مومباي-دلهي» المدينة بطريق «الرباعي الذهبي»، وَكَان طَرِيق «مومباي-بيون» السَّرِيع هُو أول طَرِيق سريع يتم بناؤه في الهند،  وأفتتحت الحُكومة «الطريق السَّرِيع الشرقي» في عام 2013، وتقوم بإنشاء «طَرِيق مومباي ناشيك السَّرِيع»، و«طَرِيق مومباي فادودارا السَّرِيع»،  وترتبط المدينة الجزيرة بالضواحي الغَربيَّة عبر جسر باندرا وورلي البحري، و«جسر ماهيم»،  وللمدينة ثلاثة طرق رئيسيَّة وهي «الطريق السَّرِيع الشرقي السَّرِيع» من سيون إلى ثين، و«طَرِيق سيون بانفيل السَّرِيع» من سيون إلى بانفيل، و«الطريق السَّرِيع الغربيّ السَّرِيع» من باندرا إلى بياندار. وتبلغ طُول طرق مومباي حوالي 1,900 كيلومتر (1,181 ميل)،  وللمدينة خمس نقاط دخول برسوم عَن طَرِيق البر.
في مارس 2014 بلغَ عدد المركّبات في مومباي حوالي 721 ألف مركبة خاصة،  وحوالي 56459 سيارة أجرة باللونين الأسود والأصفر في 2005،  و 106 ألف عربة ريكاشة في مايو 2013.

### الطَّيَرَان
يُعتبر مطار تشاتراباتي شيفاجي ماهراج الدوليّ (مطار صحار الدوليّ سابقًا) محور الطَّيَرَان الرَئِيسيّ في المدينة وثاني أَكثَر المطارات ازدحامًا في الهند من حيثُ حَرَكَة المسافرين،  وَفِي السنة الماليَّة 2014-2015 بلغَ عدد المسافرين في المطار 36.6 مليُون مسافر، و 694,300 طن من البضائع،  وبدأت الحُكومة خُطَّة لِتَطوِير المطار في 2006 تهدف لرفع قدرته الاستيعابيه إلى 40 مليُون مسافر سنويًا،  واُفتتحت المحطّة الجَدِيدَة T2 في فبراير 2014.
وَافَقت الحُكومة الهنديَّة على مَشرُوع إِنشاء مطار نافي مومباي الدولي في مِنطَقَة كوبرا بانفيل لِلمُساعدة في تَخفِيف الحركة المُتزايدة على المطار الحاليّ.
كَان «مطار جوهو» هُو أول مطار في الهند، ويستضيف الآن «نادي بومباي للطيران» ومهبط طائرات هليكوبتر تديره شَّرِكَة «باوان هانز».

### النَّقل البحري
يخدم مومباي مينائين رئيسيين وهما «مومباي بورت ترست»، و«جواهر لال نهرو بورت ترست» الواقعان عبر الخور في نافي مومباي،  ويتمتع ميناء مومباي بواحد من أفضَل الموانئ الطَّبيعية فِي العَالم، حيثُ يحتوي على مُرَافِق إقامَة رطبة وجافة واسعة النطاق. ويُعد ميناء «جواهر لال نهرو» أَكثَر الموانئ الرَئِيسيّة ازدحامًا وأكثرها حداثة في الهند، وَكَان قد بدأَ العَمَل فِيه في 26 مايو 1989،  ويتعامل المينائين مَع 55-60 بالمائة من إجمالي البضائع المعبأة بالحاويات في الهند،  وتسمح عبارات «فيري وارف» الوُصُول إلى الجزر القريبة من المدينة.
مومباي هي مَقَر القيادة البحريَّة الغَربيَّة وهي قاعدة مهمة للبحرية الهنديَّة.

## خدمات المرافق
كَانَت الخزّانات المصدر الوحيد للمياه في مومباي في ظَلّ الحُكم الاستعماريّ، وسُميت العديد من المواقع على اسمها، توفر هيئة بريهانمومباي البلدية المياه الصالحة للشرب للمدينة من ست بحيرات،  ويأتي معظمها من بحيرتي تولسي وفيهار، وتُوفر بحيرة تانسا المياه للضواحي الغَربيَّة وأجزاء من المدينة الواقعة على طُول خط السكة الحديد الغربيّ،  تُصفى وتنقى المياه في «بهاندوب»،  وَهُو أكبر مصنع لتنقية المياه في آسِيَا. وأُنشئ أول نفق للمياه الجوفية في الهند في مومباي لتزويد محطّة الترشيح «بهاندوب» بالمياه.
يبلغ الإمداد اليوميّ من الماء 3500 مليُون لتر يوميًا، يُفَقَد مِنهَا حوالي 700 مليُون لتر يوميًا بسبب سرقات المياه والتوصيلات والتسريبات غير القانونيَّة في مومباي،  وتبلغ كمية النفايات اليومية في مومباي حوالي 7800 طن متري، مِنهَا 40 طن متري نفايات بلاستيكيَّة،  وتُنَقل النفايات إلى مكبات في «جوراي» في الشمال الغربيّ، و«مولوند» في الشمال الشرقي، وإلى مكب «ديونار» في الشَّرق. وتُعالج مياه الصرف الصحي في مصبات بَحرِيَّة في «ورلي» يبلغ طوله 3.4 كيلومتر (2.1 ميل)، ومصب بحري في «باندرا» يبلغ طوله 3.7 كيلومتر (2.3 ميل).
توزع الكهرباء شَّرِكَة «بريهانمومباي للتوريدات الكهربائيّة والنَّقل» في المدينة الجزيرة، وَفِي الضواحي توزع الكهرباء كلّ من «شركة ريلاينس للطاقة»، و«باور تاتا»، و«شَّرِكَة ولاية ماهاراشترا لتوزيع الكهرباء المحدودة»،  عبر كبلات مدفونة تحت الأرض، ممَّا يقلل من السرقات وَغَيرَهَا من الخسائر.
توفر شركات النفط المملوكة للدولة غاز الطهي في أسطوانات غاز البترول المُسَال،  ومن خِلال أنابيب الغاز الطَّبيعِيّ الَّتِي توفرها شَّرِكَة «ماهاناغار غاز ليمتد».
يُعتبر «إم تي إن إل» المملوك للدولة أكبر مزود للخدمة الهاتفيَّة، حيثُ احتكر خِدمات الهَاتِف الثابت والخلوي حتَّى عام 2000، ويُوفِر خِدمات الهَاتِف الثابت وَكَذَلِك خِدمات الدّائرة اللاسلكيَّة المُتنقلة. يُقَدَم تغطية الهَاتِف المَحمُول واسعة النطاق كلّ من «فودافون إيسار»، و«إيرتل»، و«إم تي إن إل»، و«لوب موبايل»، وريلاينس كوميونيكيشنز، و«آيديا سيلولار»، و«تاتا إنديكوم». ويُوفِر العديد من مزودي خِدمَة الهَاتِف المَحمُول أيضًا خِدمَة الإنترنت ذَات النطاق العريض والوُصُول إلى الإنترنت اللاسلكي في مومباي، وَفِي 2014 كَان في مومباي أكبر عدد من مستخدمي الإنترنت في الهند قدروا بحوالي 16.4 مليُون مُستَخدم.

## مناظر المدينة

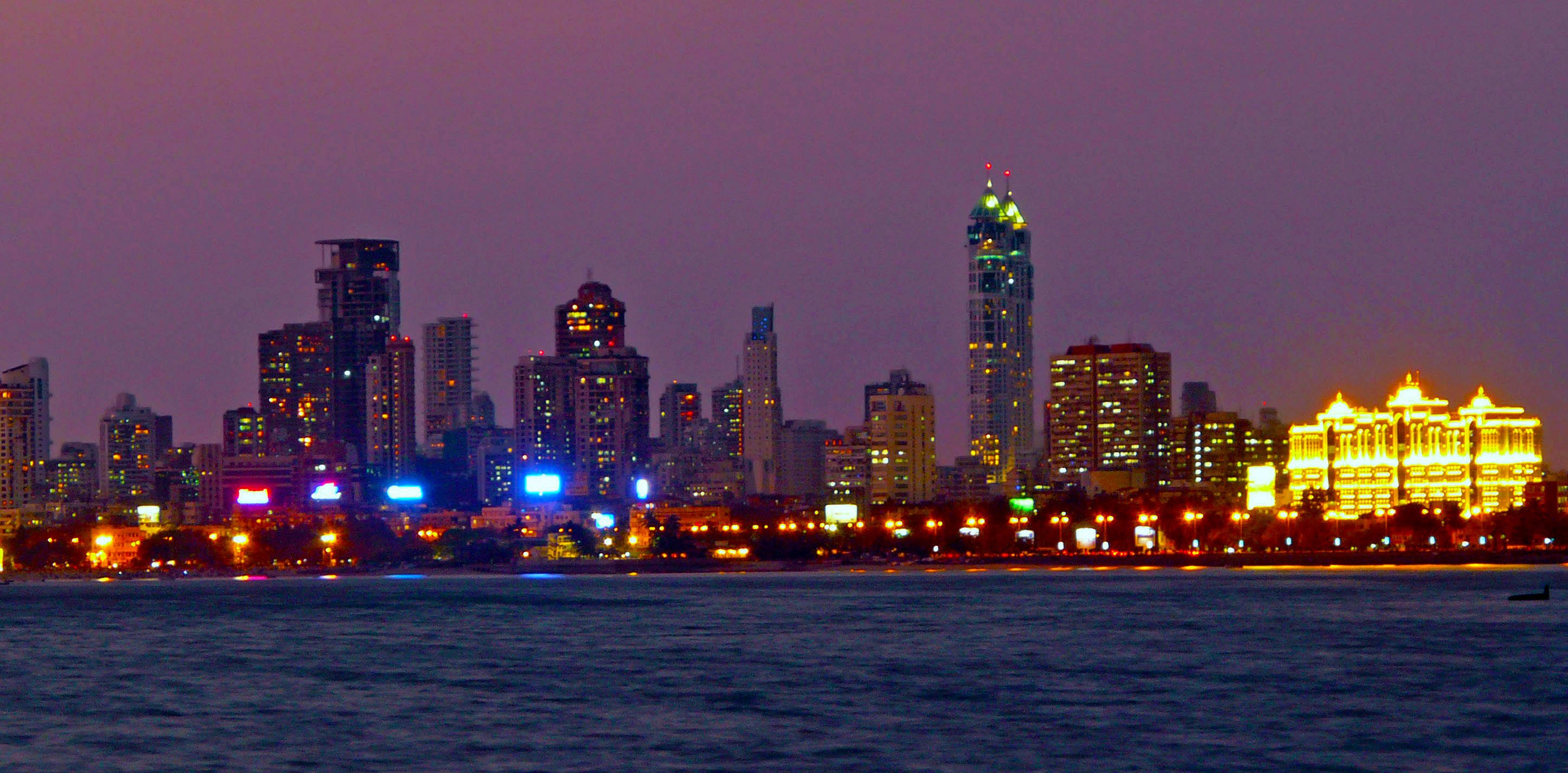
خط سماء جَنُوب مومباي كما يُرى عبر باك باي
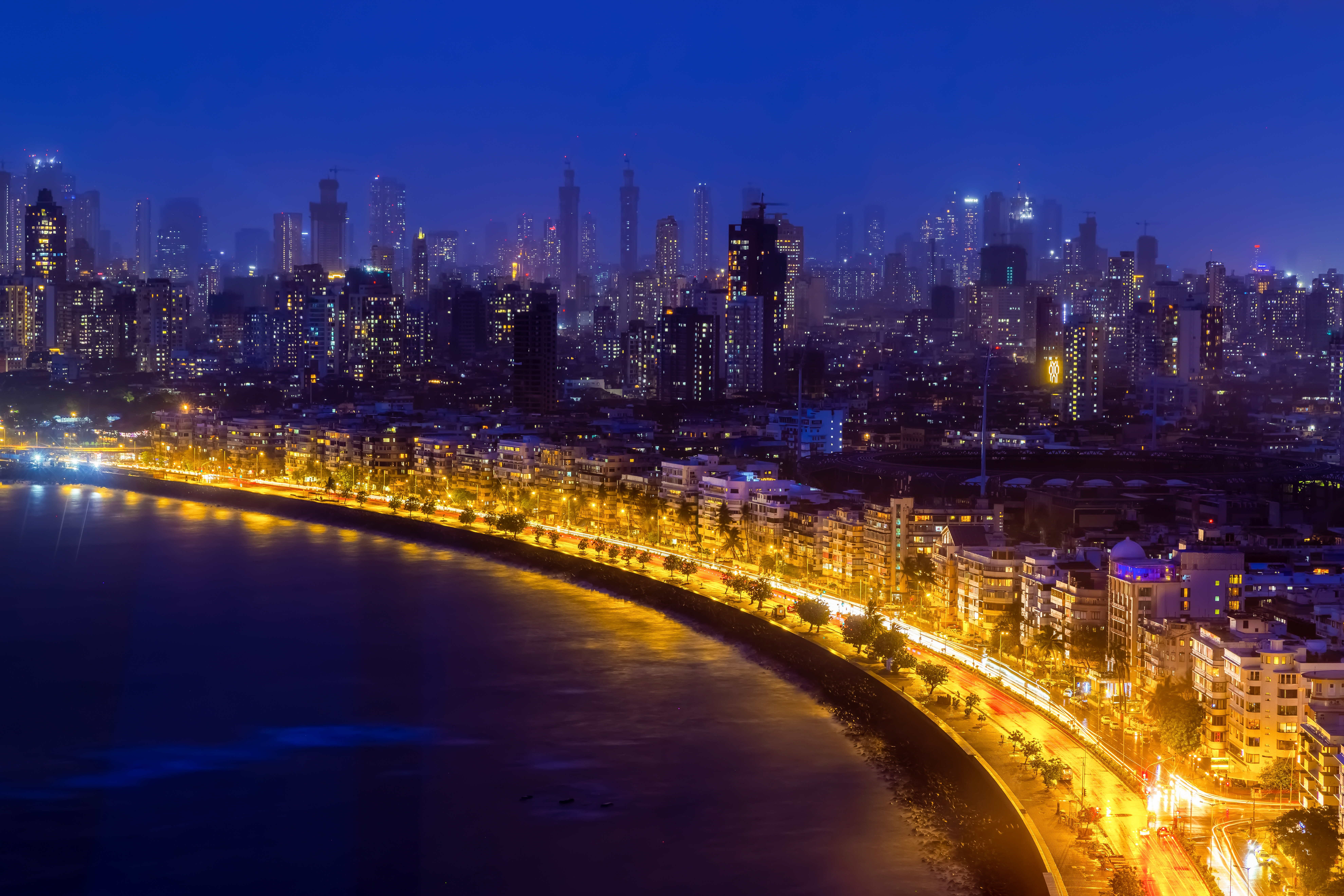
مارين درايف أَثناء الغسق

### الهندسة المعماريّة

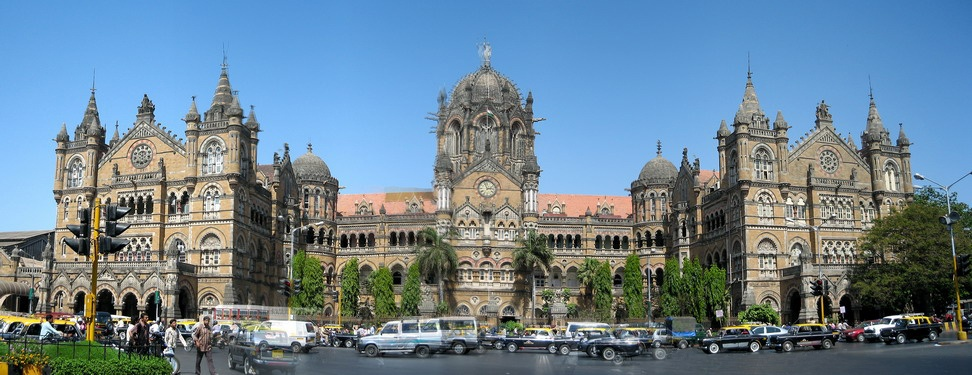
محطة "شاتراباتي شيفاجي تيرمينوس" المعروفة سابقًا باسم "فيكتوريا تيرمينوس" هي المقر الرئيسي للسكك الحديدية المركزية وموقع تراث عالمي لليونسكو.

يُعد نمط الهندسة المعماريّة للمدينة مزيج من النهضة القوطية، والهندوسيَّة الهنديَّة، وآرت ديكو، وأنماط معاصرة أُخرى، بُنيت مُعظم المباني خِلال الفَترَة البريطانيَّة، مِثل فيكتوريا تيرمينوس وجامعة مومباي على طراز النهضة القوطية. وتشمل ميزاتها المعماريّة مَجمُوعَة متنوعة من التأثيرات الأوروبيّة مِثل الجملونات الألمانيَّة، والأسقف الهولنديّة، والأخشاب السويسريَّة، والأقواس الرومانسيّة، وأبراج تيودور، والميزات الهنديَّة التقليديّة. ويُوجد أيضًا عدد قليل من المباني المصممة على الطراز الهندوسي مِثل بوَّابة الهند. ويُمكن العثور على معالم «آرت ديكو» على الطريق البحري وغرب المَيدَان البيضاوي، وتُعد مومباي ثاني أكبر مَدِينَة فِي العَالم من حيثُ عدد من المباني بطراز «آرت ديكو» بَعد مَدِينَة ميامي. وتهيمن المباني الحديثة على المشهد في الضواحي الجَدِيدَة، وتُعتبر مومباي الأولى في الهند من حيثُ عدد ناطحات السحاب، بإجمالي 956 ناطحة سحاب و 272 قيد الإِنشاء في 2019.
تعمل «لَجنَة الحفاظ على التراث في مومباي» الَّتِي تأسّست في عام 1995 على صِيَاغَة اللوائِح وقوانين داخلية خاصَّة تُسَاعِد في الحفاظ على هياكل التراث في المدينة، ويُوجد في مومباي ثلاثة مواقع للتراث العالميّ لليونسكو، وهي «محطّة شاتراباتي شيفاجي»، وكهوف إليفانتا وَالمَجمُوعَة الفيكتورية، وآرت ديكو. وتتواجد مباني تعود إلى الحقبة الاستعماريَّة ومكاتب على الطراز السوفيتيّ في جَنُوب مومباي،  وَفِي الشَّرق تُوجَد بَعض المصانع وبعض الأحياء الفَقِيرَة، وعلى الساحل الغربيّ هُدمت مصانع النسيج السَّابِقَة وبنيت ناطحات السحاب، حيثُ يُوجِد في المدينة 230 مَبنى بارتفاع أكبر من 100م، مُقارنة بعدد 327 في شَنغهاي و 844 في نِيُويُورك.

## التركيبة السكانية
وفقًا لتعداد عام 2011 بلغَ عدد سكان مَدِينَة مومباي 12,479,608 نسمة، يُطلق سكان مومباي على أنفسهم «مومبايكار»، و«بومباييت»،  وتقدّر الكثافة السُكّانيّة بحوالي 20482 شخص لكل كيلومتر مربع، وتبلغ مِسَاحَة المعيشة 4.5 متر مربع للفرد. وكانت مِنطَقَة مومباي الحضريّة موطنًا لحوالي 20,748,395 شخص بحلول عام 2011. ويَبلغَ مُعَدّل معرفة القراءة والكتابة 94.7% في «مومباي الكبرى» اَلمِنطَقَة الخاضعة لإدارة هيئة بريهانمومباي البلدية، وَهُو أعلى من المعدل الوطنيّ البالغ 86.7%، ويُقدّر عدد سكان الأحياء الفَقِيرَة في مِنطَقَة مومباي الحضريّة بحوالي 9 مليُون نسمة، بَعد أن كَان في 2011 يبلغ 6 مليُون نسمة.
كَانَت نسبة الجنس في عام 2011 في المدينة الجزيرة تساوي 838 أنثى لكل 1000 ذكر، وَفِي الضواحي 857، وَفِي كامل مومباي الكبرى كَانَت 848 أنثى لكل ألف ذكر، وكانت جَمِيع هَذِه الأرقام أقل من المُتَوَسِط الوطنيّ البالغ 914 أنثى لكل 1000 ذكر، ويُعزى انخفاض نسبة الجِنس جزئيًا إلى تدفق المُهاجرين الذكور إلى المدينة للعمل.

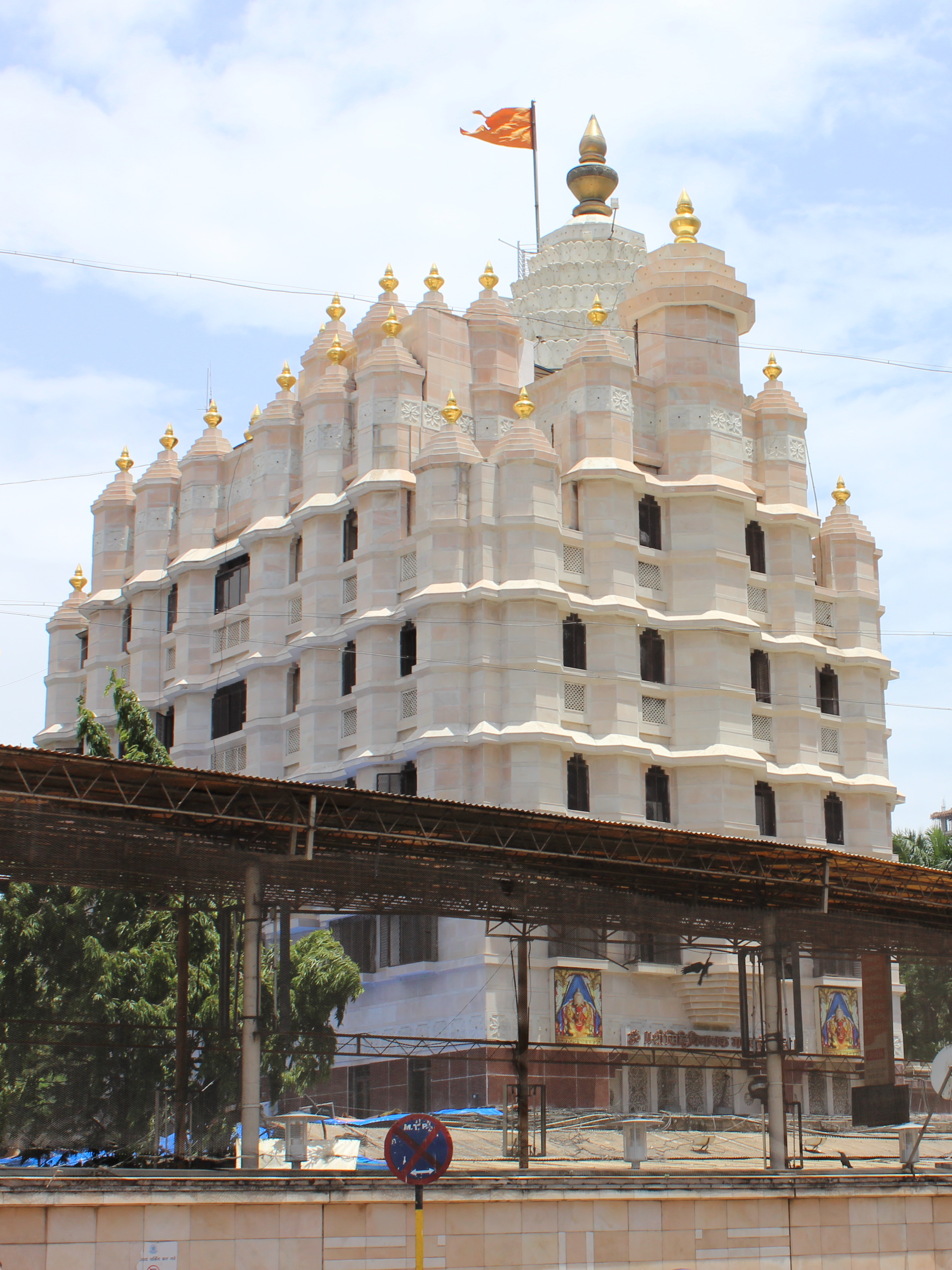
معبد شري سيدهيفيناياك

تعاني مومباي من المَشَاكِل الحضريّة الرَئِيسيّة ذاتها الَّتِي شوهدت في العديد من المُدن سريعة النمُو في البُلدان النَّامِيَة وهي الفَقر والبطالة، وبسبب أرتفاع أسعار الأراضي، يُقيم سكان مومباي في الغالب في مساكن ضيفة ومُكلفة نسبيًا، وعادة مَا تكون بعيدة عَن أَمَاكِن عملهم، وتتطلَّب تنقلات طويلة في وَسَائِل النَّقل الجَمَاعِي المزدحمة، أو الطرق المسدودة. ويعيش الكثير منهم بالقرب من محطَّات الحافلات أو القطارات، على الرغم من قضاء سكان الضواحي وقتًا أطول في السفر إلى اَلمِنطَقَة التجاريَّة الرَئِيسيّة. وتُعتبر دهارافي ثاني أكبر حي فقير في آسِيَا (إِذَا أُعتبرت مَدِينَة أورانجي في كراتشي في المرتبة الأولى)،  يقع حي دهارافي في وَسَط مومباي ويضّم مَا بَين 800 ألف إلى مليُون شخص،  يقيمون في مِسَاحَة 2.39 كيلومتر مربع (0.92 ميل2)، ممَّا يجعله من أَكثَر المناطق كثافة سكانيَّة على وجَّه الأرض،  حيثُ تَبلُغ الكثافة السُكّانيّة في الحي 334728 شخصًا لكل كيلومتر مربع على أقل تقدير.
بلغَ عدد المُهاجرين إلى مومباي من خارج ولاية ماهاراشترا 1.12 مليُون مُهاجر خِلال الفَترَة (1991-2001) وشكلوا حِينَهَا 54.8% من صافي الإضافة لسكان مومباي.
من المتوقع أن يرتفع عدد الأسر في مومباي من 4.2 مليُون أسرة في عام 2008، لتصل إلى 6.6 مليُون أسرة في عام 2020، ومن الموقع ارتفاع الأسر ذَات الدَّخل السنوي 2 مليُون روبية من 4% إلى 10% بحلول عام 2020 لتصل إلى 660 ألف أسرة، وسترتفع عدد الأسر ذَات الدَّخل من 1-2 مليُون كما تشير التقديرات من 4% إلى 15% بحلول عام 2020. ووفقًا لِتَقرير صادر في 2016 عَن المَجلِس المركزي لِمُكَافَحَة التلوث، فإنَّ مومباي هي المدينة الأكثر ضوضاءً في الهند، قَبل لكهنؤ، وحيدر آباد، ودلهي.

### الجماعات العرقية والديانات
| الدين في مومباي الكبرى (2011) | الدين في مومباي الكبرى (2011) | الدين في مومباي الكبرى (2011) | الدين في مومباي الكبرى (2011) | الدين في مومباي الكبرى (2011) |
| ----------------------------- | ----------------------------- | ----------------------------- | ----------------------------- | ----------------------------- |
| الديانة                       | الديانة                       |                               | النسبة                        | النسبة                        |
| الهندوسية                     | الهندوسية                     |                               | 65.99%                        | 65.99%                        |
| الإسلام                       | الإسلام                       |                               | 20.65%                        | 20.65%                        |
| البوذية                       | البوذية                       |                               | 4.85%                         | 4.85%                         |
| الجاينية                      | الجاينية                      |                               | 4.10%                         | 4.10%                         |
| المسيحية                      | المسيحية                      |                               | 3.27%                         | 3.27%                         |
| أخرى                          | أخرى                          |                               | 1.15%                         | 1.15%                         |
| تتضمن الأخرى السيخ والبارسيون |                               |                               |                               |                               |

بَلَغَت نسبة المَجموعات الدينيَّة في مومباي في 2011 كالتالي: الهندوس (65.99%)، والمُسلمون (20.65%)، والبوذيين (4.85%)، والجاينيين (4.10%)، والمسيحيُّون (3.27%)، والسيخ (0.49%). أمَّا بالنسبة للتركيبة السُكّانيّة العرقيّة فكان المراثيون بنِسبَة 42%، والغجراتيون بنِسبَة 19%، وينحدر البقية من مَنَاطِق هنديَّة أُخرى.
يشمل المسيحيُّون الأصليُّون الكاثوليك من الهند الشرقيَّة الذين حولهم البرتغاليّون في القرن السادس عشر،  ويُشكل الكاثوليك جُزءًا كبيرًا من المُجتمع المسيحي في المدينة، استقر اليهود في بومباي خِلال القرن الثامن عشر، ويُعتقد أن مجتمع اليهود الذين هاجروا من قرى كونكان الواقعة في جَنُوب بومباي بأنهم من نسل يهود إسرائيل الذين غرقوا قبالة ساحل كونكان في عام 175 قَبل الميلاد تقريبًا، في عهد الحاكم اليوناني أنطيوخوس الرابع إبيفانيس. وتُعد مومباي أيضًا موطنًا لأكبر عدد من البارسيون الزرادشتيون فِي العَالم، حيثُ بلغَ عددهم حوالي 60 ألف نسمة. أمَّا الفرس فَقَد هاجروا إلى الهند من إيران الكبرى بَعد الفتح الإسلاميّ لبلاد فارس في القرن السابع. وتشمل أقدم الجاليات المسلمة في مومباي الداوودي البهرة، والإسماعيليَّة الخوجة، ومسلمو الكونكانية.

### اللغات

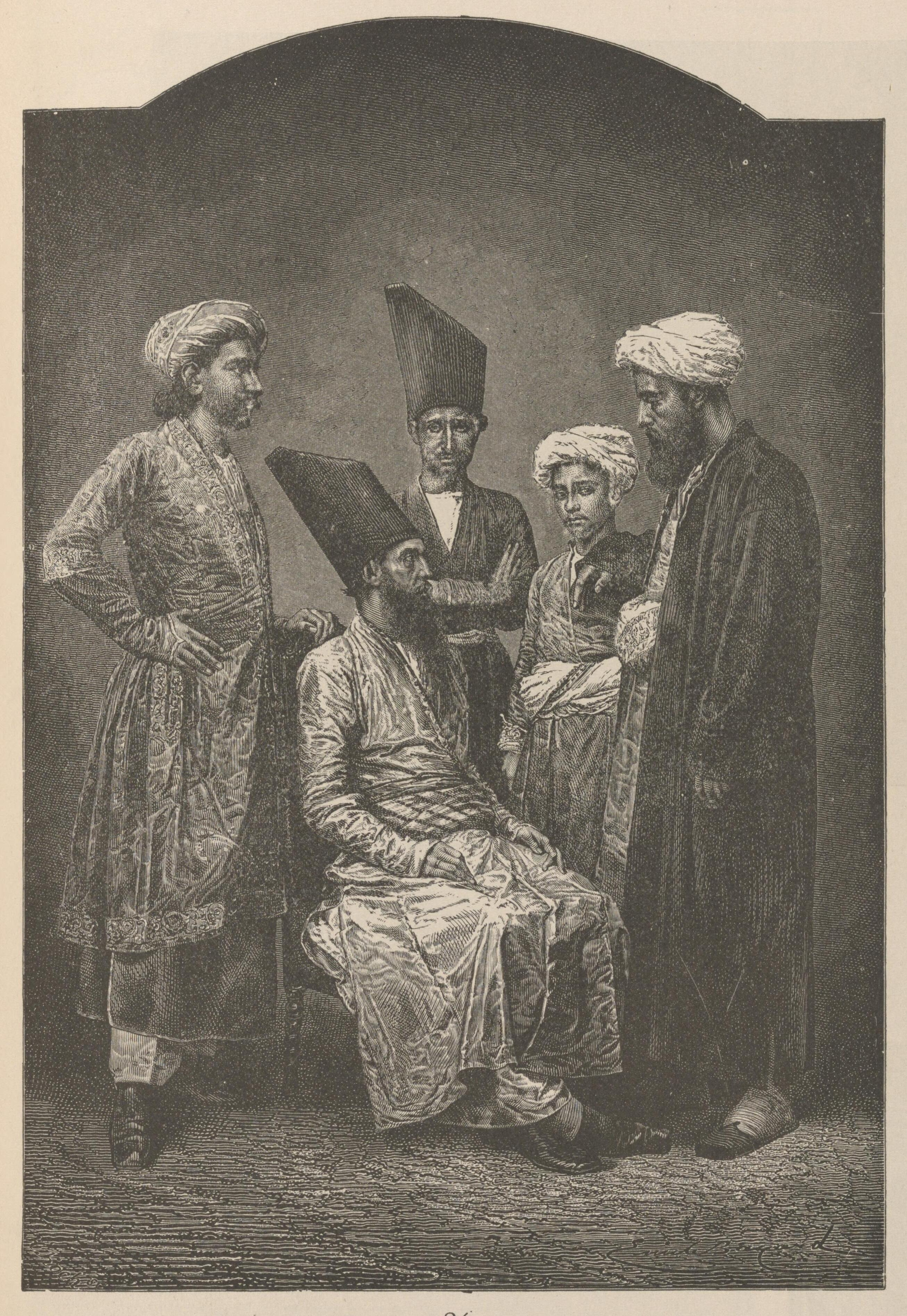
"بارسيس بومباي"، نقش على الخشب، في كاليفورنيا في 1878. تُعد مومباي موطن لأكبر عدد من البارسيون في العالم.

يقطن مومباي الكثير من السكان متعددي اللغات كما هُو الحال في جَمِيع مُدن الهند الكبرى، ويتحدَّث سكان مومباي بستة عشر لغة رئيسيَّة في الهند، وأكثرها شيوعًا هي المراثية، واللهجة الهنديَّة الشرقيَّة حيثُ يتحدث بِهَا 4,396,870 شخص وَهُو مَا يمثل 35.24% من سكان المدينة، وتُعد اللغة الهنديَّة ثاني أكبر لغة حيثُ يبلغ عدد المتحدثون بِهَا 3,082,719 نسمة ويمثلوا 24.70% من سكان المدينة، وتشمل اللغات الأُخرى اللغة الأردية الَّتِي يتم التحدث بِهَا 11.69% من السكان، واللغة الكجراتية الَّتِي يتحدث بِهَا 11.44% من السكان. وتُعد اللغة الإنجليزيَّة اللغة الرَئِيسيّة للقوى العاملة في المدينة من ذُوِي الياقات البيضاء، ويغلُب على الحديث في الشوارع «أَشكَال» عامية من اللغة الهنديَّة، تُعرف بِاِسم «بامبايا» وهي مزيج من الهنديَّة والماراثية والغوجاراتية والكونكانية، والأردية، والإنجليزيَّة الهنديَّة وبعض الكلمات المُبتكرة.
ومن لغات الأقلّيات الأخرى: التاميلية، والكنادية، والتيلوغوية، والماليالامية، والأوريا، والبنجابية، والسندية، والتولو، والأسامية، والبوجبورية.

## الثقافة

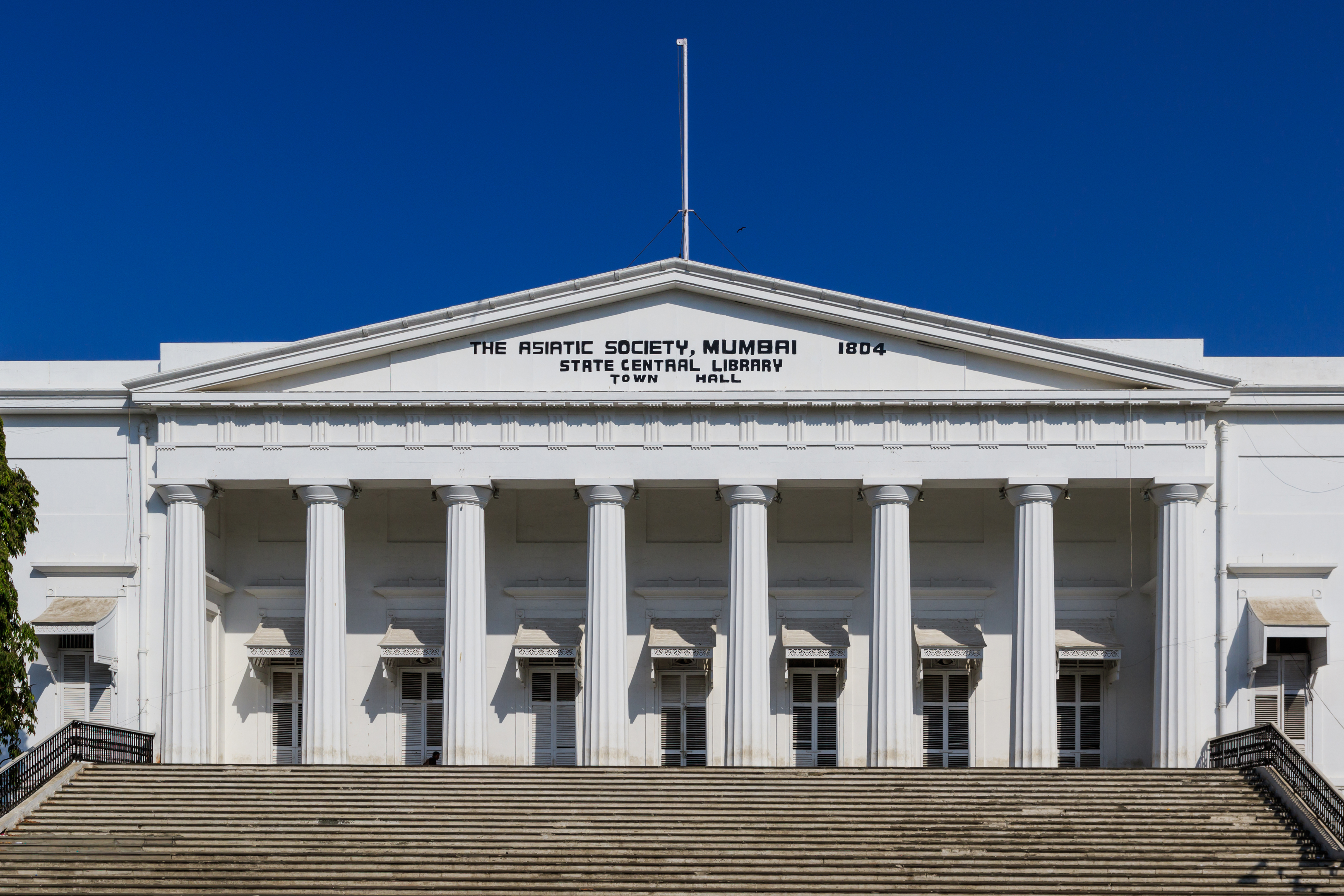
تعد الجمعية الآسيوية في مومباي من أقدم المكتبات العامَّة في المدينة

تقدم ثقافة مومباي مزيجًا من المهرجانات التقليديّة والعالميَّة والطعام وَالتَّرفِيه والحَيَاة الليلية، ويُمكن قارنة عروض المدينة الثقافيَّة الحديثة الَّتِي تتمحور حول المناطق الحضريّة والعالميَّة بعواصم العَالَم الأُخرى، حيثُ تتميز مومباي بأنَّها أَكثَر مُدن الهند عالمية، وقد تعايشت مَجمُوعَة متنوعة من الثقافات والأديان والمأكولات في المدينة بسبب تاريخها كمركز تِجَارِيّ رَئِيسيّ وتوسَّع الطبقة الوسطى التعليميّة، ويعود تنوع ووفرة المطاعم ودور السينما والمسارح والأَحدَاث الرياضية والمتاحف إلى نتاج الثقافة العالميَّة الفريدة لمومباي.
مومباي هي مسقط رأس السينما الهندية،  حيثُ وَضع دادساهب فالك أَسّس الأَفلام الصامتة، تَلِيهَا السينما الماراثية حيثُ عُرض أقدم فيلم في أوائل القرن العِشرين. وفيها يُوجِد عدد كَبِير من قاعات السينما لعرض أفلام بوليوود وماراثي وهوليوود، ويُقام فِيهَا مهرجان مومباي السينمائيّ الدوليّ،  وحفل توزيع جوائز فيلم فير وهي أقدم الجوائز السينمائيَّة وأبرزها في مَجَال صناعة السينما الهنديَّة في الهند. طورت مومباي تقليدًا مزدهرًا «للحركة المسرحيّة» باللغات الماراثية والهنديَّة والإنجليزيَّة ولغات إقليمية أُخرى بَعد تفكك مُعظم الفرق المسرحيّة المحترفة الَّتِي تشكلت خِلال فَترَة حُكِم الراج البريطاني بحلول الخَمسينِيَّات من القرن الماضي.
يظهر الفن المعاصر في كلّ من المساحات الفنية الممولة من الحُكومة والمعارض التجاريَّة الخاصّة، وتشمل المؤسّسات الَّتِي تمولها الحُكومة «معرض جهانجير للفنون»، و«المعرض الوطنيّ للفن الحديث»، وقد تأسّست «الجمعيَّة الآسيويّة في بومباي» في عام 1833، وتُعتبر من أقدم المكتبات العامَّة في المدينة،  ويَعرض «شاتراباتي شيفاجي ماهراج فاستو سانجراهالايا» (متحف أمير ويلز سابقًا) معروضات قديمة نادرة من التَّاريخ الهندي، هُو متحف مشهور يقع في جَنُوب مومباي. ويُوجد في مومباي حَدِيقَة حيوانات تُسمى «جيجاماتا أوديان» (حدائق فيكتوريا سابقًا)
سلط الفائزين بجائزة بوكر سلمان رشدي، وأرافيند أديغا الضوء على التقاليد الأدبيَّة الغنية للمدينة، وَيَتِمّ التَروِيج للأدب الماراثي من خِلال «جائزة ساهيتيا أكاديمي» الأدبيَّة السنويَّة، الَّتِي تمنحها الأكاديميّة الوطنيَّة الهنديَّة للآداب.

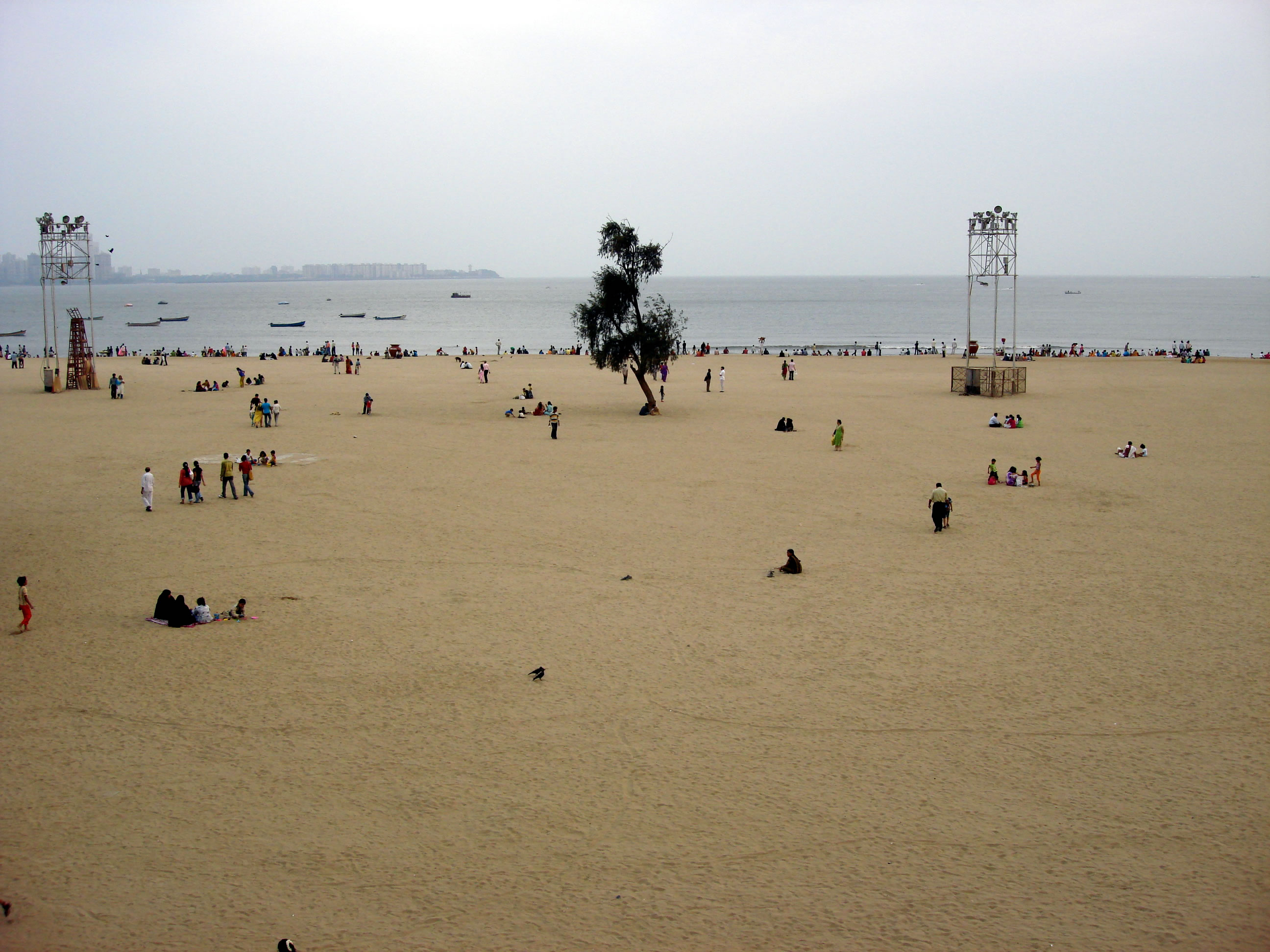
شاطئ جيرجوم تشوباتي من أهم المراكز السياحية الشهيرة في المدينة

يحتفل سكان مومباي بالمهرجانات الغَربيَّة والهنديَّة مِثل ديوالي، ومهرجان هولي، وعيد الفطر، وعيد الميلاد، ونافراتري، والجمعة العظيمة، ودوسيهرا، وشهر محرم، وغانيش تشاتورثي، ويُقام في المدينة «مهرجان كالا غودة للفنون» هُو معرض فني يلخص أَعمَال الفنّانين في مَجَالَات المُوسيقى والرقص والمسرح والأَفلام،  ويُقام معرض سنويٌّ لمدَّة أسبوع يُعرف بِاِسم «معرض باندرا» ويبدأ في يوم الأحد التالي بَعد 8 سبتمبر، ويحتفل بِه الناس من جَمِيع الأديان، لإحياء ذكرى ميلاد مريم في 8 سبتمبر.
يُقام «مهرجان بانجانجا» الموسيقيّ في يناير من كلّ عام لمدَّة يومين، وتنظمه مؤسَّسة تنمية السياحة في ماهاراشترا، في «بانجانجا تانك» التاريخيّ في مومباي. ويُقام «مهرجان إليفانتا» في فبراير من كلّ عام في جزيرة إليفانتا، وَهُو مهرجان مُخصص للرقص الهندي الكلاسيكي والمُوسيقى ويجذب فناني الأداء من جَمِيع أنحاء البلاد،  وتشمل العطلات الرسميَّة الخاصّة بِالمدينة والولاية يوم ماهاراشترا في 1 مايو، للاحتفال بتشكيل ولاية ماهاراشترا في 1 مايو 1960،  وَيَوم رأس السنة الجَدِيدَة للماراثيون «جودي بادوا».
تُعتبر الشواطئ من المعالم السياحيّة الرَئِيسيّة في المدينة، وهي «جيرجوم تشوباتي»، و«شاطئ جوهو» و«دادار تشوباتي»، و«شاطئ جوراي»، و«شاطئ مارف»، و«شاطئ فيرسوفا»، و«شاطئ ماده»، و«شاطئ اكسا»، و«شاطئ مانوري»،  وتُعتبر مُعظم الشواطئ غير صالحة للسباحة، باستثناء شاطئي «جيرجوم تشوباتي»، و«جوهو». وبالقرب من شاطئ جوراي تُوجَد مَدِينَة ملاهي تُدعى «ايسيل وورلد» وتظم مَركَز ترفيهي، وأكبر مَدِينَة ملاهي مائية في آسِيَا،  وتمَّ اِفتِتاح «أدلاب إيماجيكا» في أبريل 2013 ويَقع بالقرب من مَدِينَة خوبولي قبالة طَرِيق «مومباي بوني» السَّرِيع.

### الطعام
يوجد في مومباي مجموعة متنوعة من طعام الشارع ومنها فادا.

## الإعلام

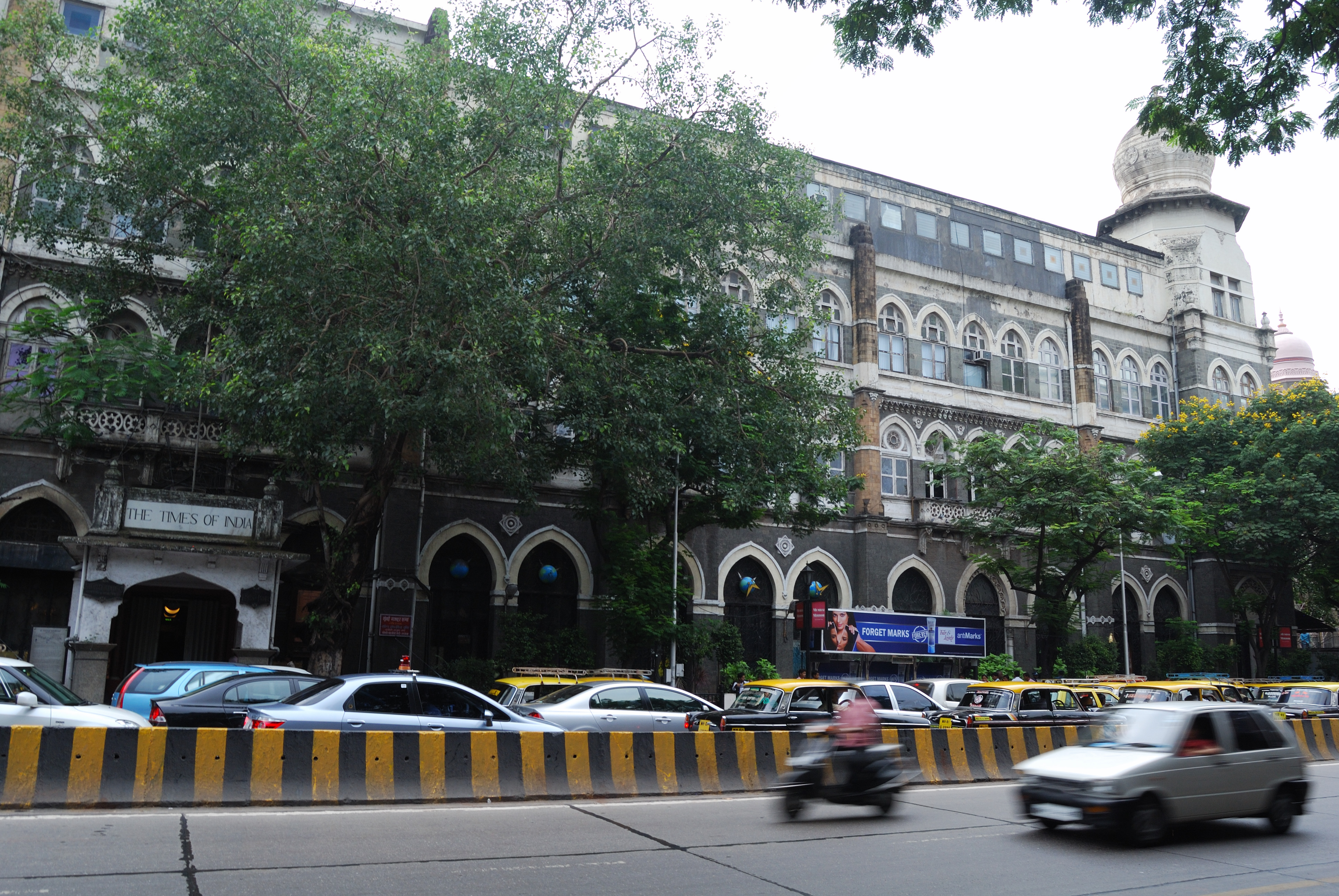
يقع أول مكتب لصحيفة تايمز أوف إينديا مقابل محطة قطار جاتراباتى شيواجى.

يُوجِد في مومباي العديد من المنشورات الصحفية ومحطات التلفزيون والإذاعة، ويُوجد ياللغة المهاراتية عدَّة صحف مِثل «ماهاراشترا تايمز»،  ومجلات شعبية مِثل «سبتاهيك صقال»،  ومن الصحف الشعبية الصَّادِرَة باللغة الإنجليزيَّة في مومباي تايمز أوف إينديا، وزي نيوز، واكسبريس الهندية،  وتُعد مومباي موطن صحيفة «بومباي سماشار» وهي أقدم صحيفة في آسِيَا نُشرت بالغوجاراتية مُنذ عام 1822،  وَفِي 1832 بدأَ «بلشاستري جامبيكار» ظبنشر أول صحيفة ماراثية في «بومباي دوربان».
يُمكِن مشاهدة القنوات التلفزيونيَّة الهنديَّة والعالميَّة في مومباي من خِلال شركات التلفزيون المَدفُوع، أو عبر مزود الكابل المحليّ، وتُعد المدينة أيضًا مركزًا للعديد من المؤسّسات الإعلاميَّة الدوليَّة، وتُوفر محطة تلفزيون دوردارشان قناتين أرضيتين مجانيتين، وتخدم ثلاث شبكات كابلات رئيسيَّة مُعظم المنازل.
تَشمَل المجمُوعة الواسعة من قنوات الكابل المتاحة «زي ماراثي»، وزي تي في، و«إي تي في ماراثي»، و«ستار برافاه»، و«مي ماراثي»، و«دي دي سهيادري»، والقنوات الإخباريَّة مِثل زي نيوز، والقنوات الرياضية مِثل إي إس بي إن و«سبورتس ستار»، وقنوات الترفيه الوطنيَّة مِثل سوني وزي تي في وستار بلس، وقنوات الأخبار التجاريَّة مِثل سي إن بي سي أواز وزي نيوز. وتشمل القنوات الإخباريَّة المخصصة بالكَامِل لمومباي «صحارى سماي مومباي»، لَم ينل التلفزيون الفضائي (DTH) القبول في المدينة نظرًا لارتفاع تَكاليف تركيبه،  بينما خدماته القنوات الترفيهيَّة البارزة في مومباي تي في دش و«سكاي تاتا».
يُوجِد في مومباي 12 محطّة إذاعية، تبث تسع مِنهَا على موجة إف إم، وثلاث محطَّات إذاعية من إذاعة كل الهند تبث على نطاق تضمين المطال،  وتتمتَّع مومباي بإمكانيَّة الوُصُول إلى موفري الراديو التُجاريين مِثل سيريوس، وقد لاقى «نِظَام الوُصُول المشروط» الَّذِي بدأته حكومة الاتِحاد في عام 2006 استجابة ضعيفة في مومباي بسبب المُنافسة مَع التِكنولوجيا الشقيقة لخدمة النَّقل المُبَاشِر إلى المنزل.
تنتج بوليوود ومقرها مومباي حوالي 150-200 فيلم كلّ عام،  واسم «بوليوود» هُو مزيج من بومباي وهوليوود. وقد شهد العقد الأول من القرن الحادي وَالعَشرَين نموًا لشعبية بوليوود في الخارج، أدَّى هَذَا النمُو لآفاق جديدة من الجودة والتصوير السينمائيّ وخطوط القصة المُبتكرة والتطوّرات التقنيَّة مِثل المؤثّرات الخاصّة وَالرُّسُوم المتحركة. وتستضيف المدينة أيضًا صناعة الأَفلام الماراثية الَّتِي شهدت زِيادَة شعبية في السنوات الأخيرة، وتُنتج في مومباي العديد من الأَفلام الأُخرى باللغات البنغاليّة، والبوجبورية، والكجراتية، والماليالامية، والتاميلية، والتيلوغوية، والأردية، ومن أبرز الأَفلام المصوَّرة في مومباي فيلم «مليونير متشرد» وَهُو فيلم بريطاني باللغة الإنجليزيَّة حصل على 8 جوائز أوسكار.

## التعليم

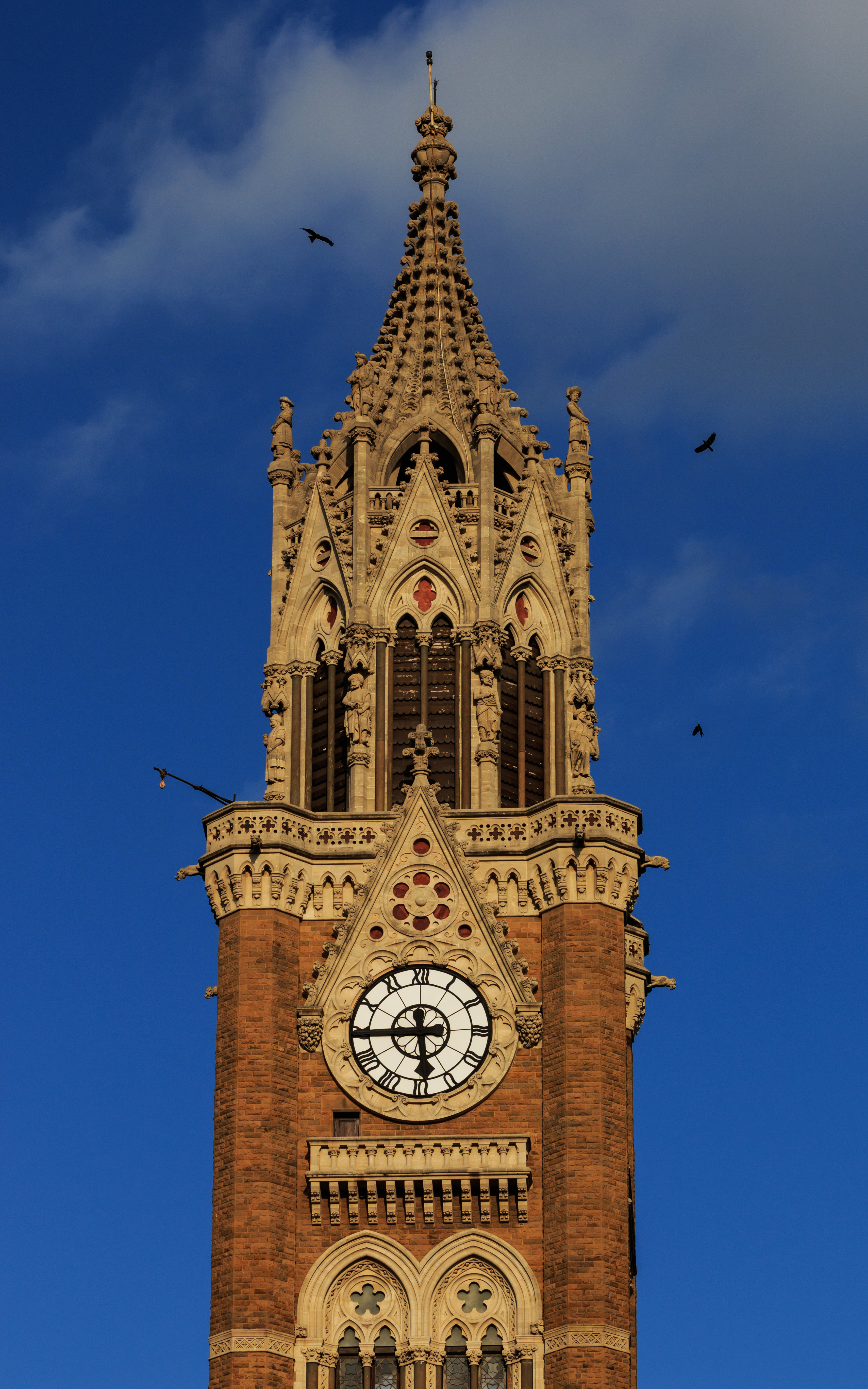
برج ساعة رجباي في جامعة مومباي هو جزء من المجموعة الفيكتورية والآرت ديكو، أحد مواقع التراث العالمي لليونسكو.

### المدارس
يُوجِد في مومباي نوعان من المدارس أولهما «مدارس بلدية» تديرها هيئة بريهانمومباي البلدية، والنوع الثاني «مدارس خاصة» تديرها صناديق استئمانية أو أفراد، والَّتِي تتلقى في بَعض الحالات مساعدات ماليَّة من الحُكومة.
تتبع المدارس لواحد من المجالس التالية:
- مَجلِس ولاية ماهاراشترا.
- مَجلِس عموم الهند لامتحانات شهادة المدرسة الهنديَّة.
- المعهد الوطني للتعليم المفتوح.
- المجلس المركزي للتعليم الثانوي.
- البكالوريا الدولية.
- الشهادة العامَّة الدوليَّة للتعليم الثانوي، [330] (لغات التدريس المُعتادة إمَّا الماراثية أو الإنجليزيَّة [331]).

يُعتبر نِظَام التَّعليم الابتدائي لهيئة بريهانمومباي البلدية أكبر نِظَام تعليم ابتدائي حضري في آسِيَا، حيثُ تدير هيئة بريهانمومباي البلدية 1,188 مدرسة ابتدائية، حيثُ تنقل التَّعليم الابتدائي إلى 485,531 طالب بثماني لغات (الماراثية، والهنديَّة، والغوجاراتية، والأردية، والإنجليزيَّة، والتاميلية، والتيلوغوية، والكنادية)، وتنقُّل الهيئة أيضًا التَّعليم الثانوي إلى 55,576 طالبًا في مدارسها الثانويّة البالغ عددها 49 مدرسة.

### التعليم العالي

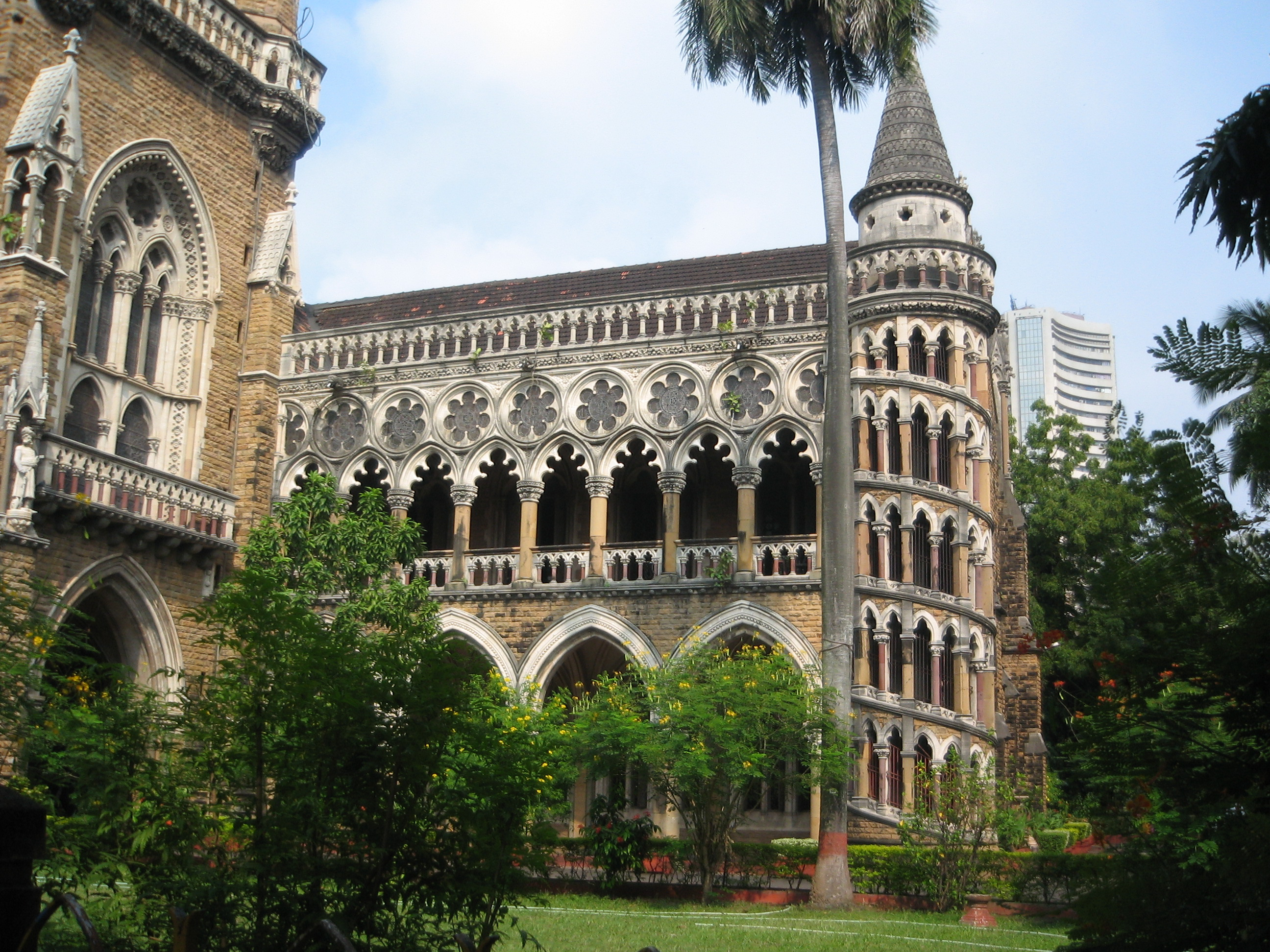
تعد جامعة مومباي واحدة من أكبر الجامعات في العالم.

بموجب خُطَّة التعليم في الهند، يكمل الطلاب عشر سنوات من الدراسة ثم يلتحقون لمدَّة عامين في الكليَّة الإعدادية، حيثُ يختارون أحد المجَالات الثلاثة: الفنون أو التِجَارَة أو العلوم. ويتّبع ذَلِك إمَّا دَورَة للحصول على دَرَجَة عامة في مَجَال الدراسة المختار، أو دَورَة للحصول على دَرَجَة مهنية، مِثل القَانُون والهندسة والطب،  وتتبع مُعظم الكليّات في المدينة جامعة مومباي، إحدى أكبر الجامعات فِي العَالم من حيثُ عدد الخريجين.
تُعد جامعة مومباي واحدة من أفضَل الجامعات في الهند،  حيثُ صُنفت في المرتبة 41 من بَين أفضَل 50 كلية هندسة فِي العَالم من قَبل شَّرِكَة البث الإخباري الأمريكيَّة بيزنس إنسايدر في عام 2012، وكانت الجَامِعَة الوحيدة في القَائِمَة من دُوِل البريكس الخُمُس الناشئة وهي البرازيل وروسيا والهند والصين وجنوب إفريقيا. واحتلت المرتبة الخامسة في قَائِمَة أفضَل الجامعات في الهند في 2013 الَّتِي تُصنفها إنديا توداي،  واحتلت المرتبة 62 في تصنيف «بريكس كيو إس» لعام 2013، وَهُو تصنيف للجامعات الرائدة في دُوِل البريكس الخُمُس،  وكانت ثالث أفضَل جامعة مُتَعَدّدَة التخصّصات في الهند في تصنيف «كيو إس».

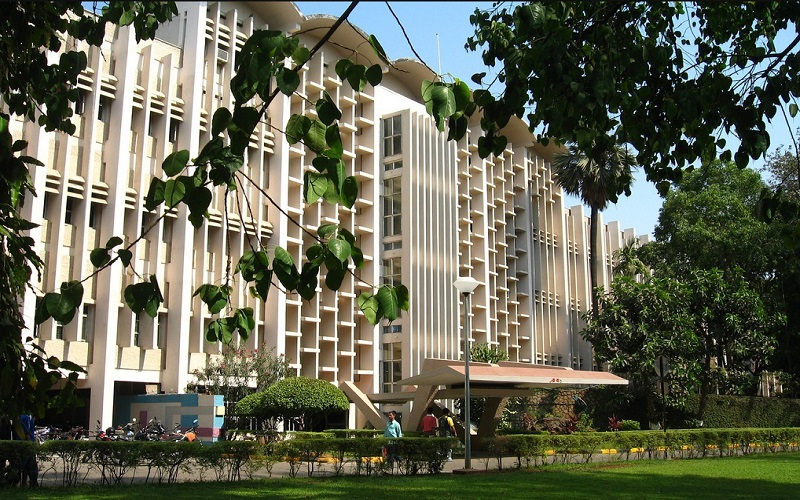
المعهد الهندي للتكنولوجيا بومباي هو معهد هندسي رائد في البلاد.

## الرياضة
تُعتبر لعبة الكريكيت الأكثر شعبية في مومباي، وهي موطن لِمَجلِس مراقبة لعبة الكريكيت في الهند،  وللدوري الهندي الممتاز،  حقَّقَ «فَرِيق مومباي للكريكيت» وَهُو فَرِيق من الدرجة الأولى 41 لقبًا في كأس رانجي وهي أكبر نتيجة من بَين الفرق الأُخرى،  يُوجِد في مومباي ملعبي كريكيت دوليين وهما «مَلعَب وانكيدي» و«مَلعَب برابورن»، أُقيمت أول مباراة كريكيت في الهند في بومباي جيمخانا. كَان «نهائي كأس العَالَم للكريكيت لعام 2011» الَّذِي أُقيم في مَلعَب وانكيدي هُو أكبر حدث للكريكيت يقام في المدينة حتَّى الآن.
يُتابع سكان مومباي أحداث كأس العَالَم لكرة القدم والدوري الإنجليزي الممتاز على نطاق واسع،  يمثل مومباي إف سي المدينة في الدوري الهندي الممتاز، ويُمثل المدينة في دوري المُحترفين فريقي مومباي إف سي،  وطيران الهند.
تُعتبر مومباي موطن أندية هوكي الحقل «مارينز مومباي» الَّذِي يَلعَب في سِلسِلَة الهوكي العالميَّة، و«سحرة مومباي» في دوري الهوكي الهندي، وتُقام مباريات هوكي الحقل في «مَلعَب ماهيندرا للهوكي».
تُقام فعاليات «دوري كُرَة الريشة الهندي» المعروف الآن بِاِسم «الدوري الممتاز لكرة الريشة» في مومباي مُنذ نسخته الافتتاحيّة في 2013 عَندَمَا أُقيم النهائي في «نادي الرِياضَة الوطنيّ الهندي» في مومباي،  وَفِي الموسم الثاني أُقيمت المُباراة النهائيَّة لدوري كُرَة الريشة الممتازة بَين الفَرِيق المحليّ «مومباي روكتس» و«فَرِيق دلهي داشرز»، 
يُمِثل فَرِيق «يو مومبا» المدينة في دوري كابادي للمحترفين، وتجري مومباي في فبراير من كلّ عام مُسَابَقَات ديربي في مضمار ماهالاكسمي، ويُقام «دربي مكدويل» في مومباي،  وَفِي مارس 2004 عقد سباق الجائزة الكبرى في مومباي جُزءًا من بطولة العَالَم للفورمولا 1،  وَفِي 2008 كُشف عَن سيارة فريق فورس إنديا للفورمولا 1 في المدينة،  استضافت مومباي أيضًا «بطولة كينجفيشر ايرلاينز المَفتوحة للتنس» وهي بطولة دَولِيَّة من بطولات رابطة محترفي التنس العالميَّة في عاميّ 2006 و2007.

### فرق رياضية
| الفريق/النادي              | البطولة / الدوري                | الرياضة             | الملعب                             | التأسيس |
| -------------------------- | ------------------------------- | ------------------- | ---------------------------------- | ------- |
| فريق مومباي للكريكيت       | كأس رانجي وكأس فيجاي هازاري     | كريكيت              | ملعب وانيدي وملعب برابورن          | 1930    |
| فريق ماهاراشترا لكرة القدم | كأس سانتوش                      | كرة القدم           | -                                  | 1941    |
| نادي مومباي لكرة القدم     | الدوري الهندي للمحترفين         | كرة القدم           | ملعب كوبريج جراوند                 | 2007    |
| هنود مومباي                | الدوري الهندي الممتاز           | الكريكيت            | ملعب وانيدي وملعب برابورن          | 2008    |
| مشاة البحرية في مومباي     | بطولة العالم للهوكي             | هوكي الحقل          | ملعب ماهيندرا هوكي                 | 2011    |
| مصارعو مومباي              | دوري النخبة لكرة القدم في الهند | كرة القدم الأمريكية | -                                  | 2012    |
| سحرة مومباي                | دوري هوكي الهند                 | هوكي الحقل          | ملعب ماهيندرا هوكي                 | 2012    |
| صواريخ مومباي              | الدوري الممتاز لكرة الريشة      | الريشة الطائرة      | نادي الرياضة الوطني الهندي         | 2013    |
| مومباي سيتي                | دوري السوبر الهندي              | كرة القدم           | ملعب مومباي لكرة القدم             | 2014    |
| يو مومبا                   | دوري كابادي للمحترفين           | كابادي              | ملعب سردار فالاببهاي باتيل الداخلي | 2014    |
| ماستر مومباي للتنس         | دوري أبطال التنس                | كرة المضرب          | ملعب كالينا                        | 2014    |
| مومباي يونايتد             | دوري كرة السلة للمحترفين UBA    | كرة السلة           | -                                  | 2015    |

### فرق سابقة
| الفريق/النادي | البطولة / الدوري           | الرياضة    | الملعب                     | بداية | نهاية |
| ------------- | -------------------------- | ---------- | -------------------------- | ----- | ----- |
| أبطال مومباي  | دوري الكريكيت الهندي       | كريكيت     | -                          | 2007  | 2009  |
| ماستر مومباي  | الدوري الممتاز لكرة الريشة | تنس الريشة | نادي الرياضة الوطني الهندي | 2013  | 2016  |

## التوأمة
لمومباي اتفاقيات توأمة مع كل من:
- لندن [365]
- لوس أنجلوس [365]
- سانت بطرسبرغ [365]
- شتوتغارت (1968 -)[365]
- يوكوهاما [365]
- طنجة
- غالاتس
- كراتشي
- إسبو
- مقاطعة هونولولو
- إزمير (1997 -)[366]